# 19. Juni
Der 19. Juni ist der 170. Tag des gregorianischen Kalenders (der 171. in Schaltjahren), somit bleiben 195 Tage bis zum Jahresende.

## Ereignisse

### Politik und Weltgeschehen

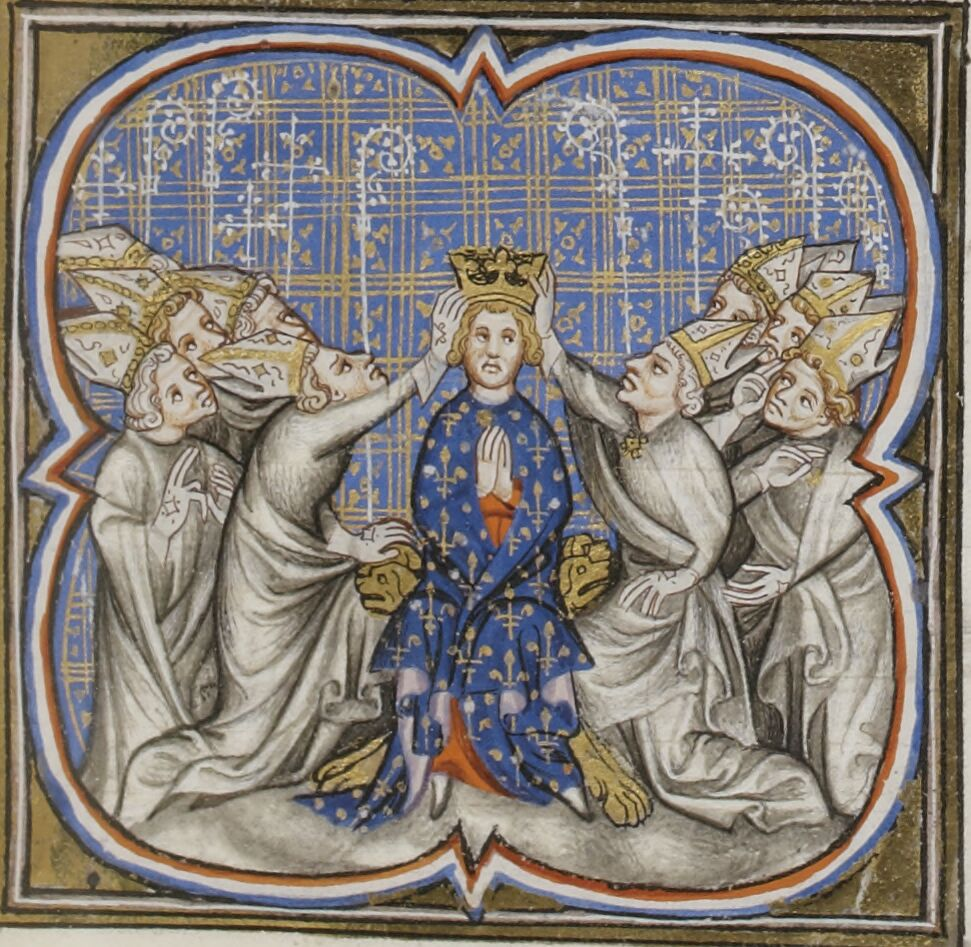
936: Krönung Ludwigs IV.

- 0936: In Laon krönt Erzbischof Artold von Reims Ludwig IV. zum westfränkischen König.
- 1097: Die Byzantiner erobern während des Ersten Kreuzzugs nach rund einmonatiger Belagerung Nicäa, die Hauptstadt der Rum-Seldschuken.
- 1306: Die Schlacht bei Methven im Rahmen der schottischen Unabhängigkeitskriege entscheiden die Engländer für sich. Der am 18. Juni bei Perth angelangte schottische König Robert I. lässt sich darauf ein, den Kampf auf dem Schlachtfeld erst am Folgetag auszutragen. In der Nacht führen die Engländer einen Angriff auf das Lager des schottischen Heeres durch und besiegen so ihre Gegner.

1518: Die Expedition des Juan de Grijalva

- 1518: Juan de Grijalva setzt als erster Europäer seinen Fuß auf aztekisches Territorium. Der Entdecker erkundet unbekannte Regionen in der Neuen Welt im Auftrag des spanischen Statthalters auf Kuba, Diego Velázquez de Cuéllar.
- 1522: Im Vertrag von Windsor vereinbaren der englische König Heinrich VIII. und Kaiser Karl V. einen gemeinsamen Angriffsplan gegen das von Franz I. regierte Frankreich.
- 1631: Der Frieden von Cherasco beendet den Mantuanischen Erbfolgekrieg zwischen Frankreich und dem Haus Habsburg um oberitalienische Besitzungen.
- 1646: Der Trierer Kurfürst Philipp Christoph von Sötern geht ein geheimes Bündnis mit Frankreich ein und überlässt den Franzosen die Festung Philippsburg zur dauernden Besetzung im anhaltenden Dreißigjährigen Krieg. Damit bricht er den Vertrag mit dem Kaiser, dem er im April des Vorjahres zugesagt hatte, im Gegenzug für seine Freilassung aus zehnjähriger Gefangenschaft die seit 1644 französisch besetzte Festung zurück in kaiserliche Kontrolle zu bringen.

1667: Überfall im Medway

- 1667: Während des seit 1665 laufenden Englisch-Niederländischen Krieges beginnt die niederländische Flotte mit dem bis zum 24. Juni dauernden Überfall im Medway. Unter dem Kommando von Admiral Michiel de Ruyter dringen sie von der Mündung der Themse in den Fluss Medway ein und greifen die Royal Navy direkt in England an.
- 1756: Der Nawab von Murshidabad, Siraj-ud-Daula, erobert das indische Kalkutta von der britischen Ostindienkompanie.

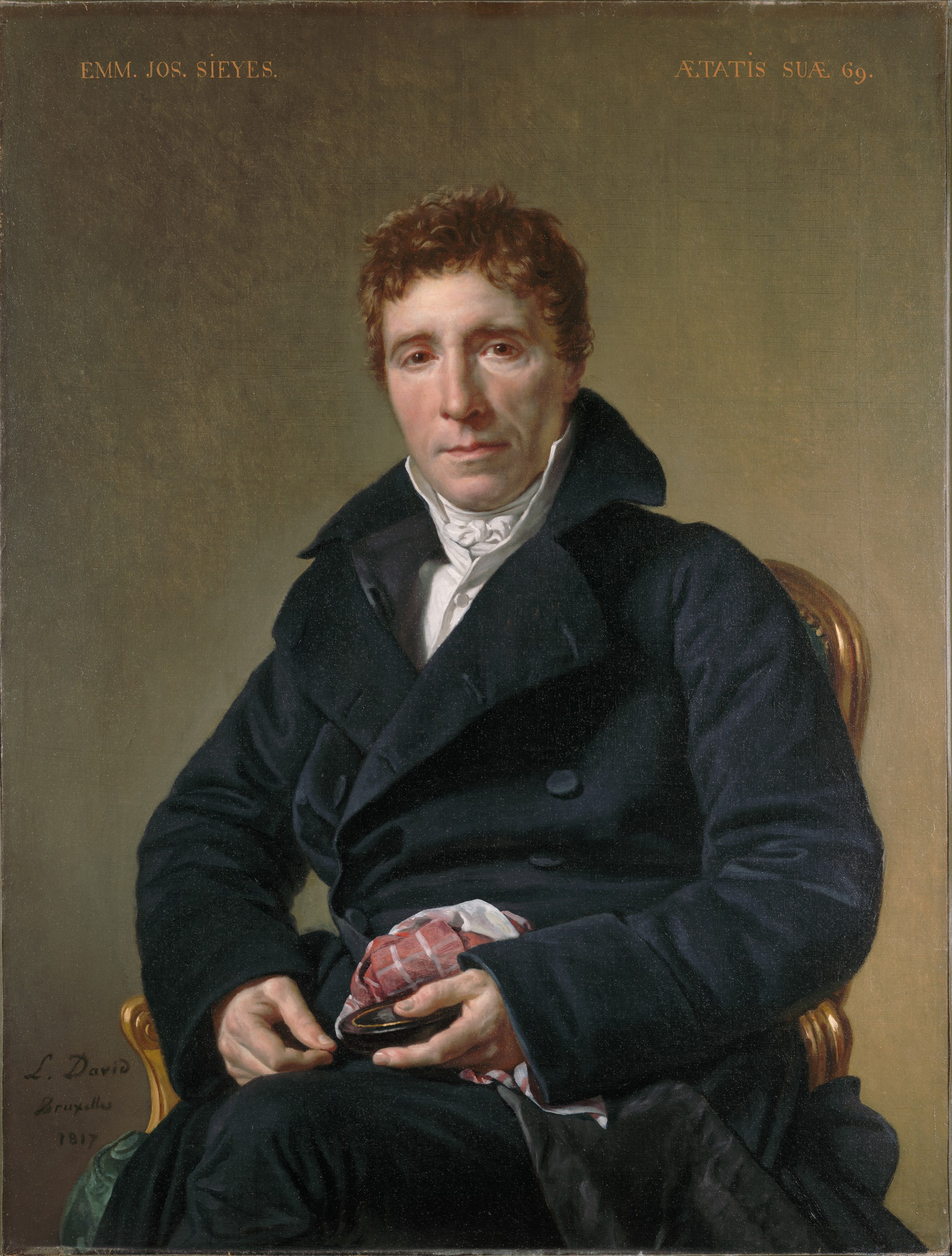
1789: Emmanuel Joseph Sieyès

- 1789: am Beginn der Französischen Revolution tritt der Klerus mit knapper Mehrheit der kurz zuvor vom Dritten Stand unter der Führung von Emmanuel Joseph Sieyès gegründeten Französischen Nationalversammlung bei.
- 1790: Die Französische Nationalversammlung schafft den Erbadel ab und verbietet Adelstitel.
- 1796: In der Schlacht bei Kircheib im Ersten Koalitionskrieg schlagen die Österreicher unter Paul Kray von Krajowa einen Angriff der Franzosen unter Jean-Baptiste Kléber zurück.
- 1799: In der Schlacht an der Trebbia im Zweiten Koalitionskrieg schlagen österreichische Einheiten unter Michael von Melas gemeinsam mit russischen Truppen unter Alexander Wassiljewitsch Suworow, der den Oberbefehl hat, die französische Armee unter Jacques MacDonald. Oberitalien geht den Franzosen militärisch verloren.
- 1800: Der Französischen Rheinarmee unter Jean-Victor Moreau gelingt im Zweiten Koalitionskrieg in der Schlacht bei Höchstädt nach dem Donauübergang ein Sieg über österreichische und mit ihnen verbündete württembergisch-bayerische Truppen. Der gegnerische Feldherr Paul Kray von Krajowa sieht sich zum Rückzug aus Ulm veranlasst.
- 1815: Einen Tag nach der Schlacht bei Waterloo endet mit der Schlacht bei Wavre der letzte Kampf der Napoleonischen Kriege. Zwar tragen die Franzosen einen taktischen Sieg davon, doch haben die unterlegenen preußischen Einheiten strategisch ein mögliches Eingreifen der Franzosen in Waterloo verhindert.

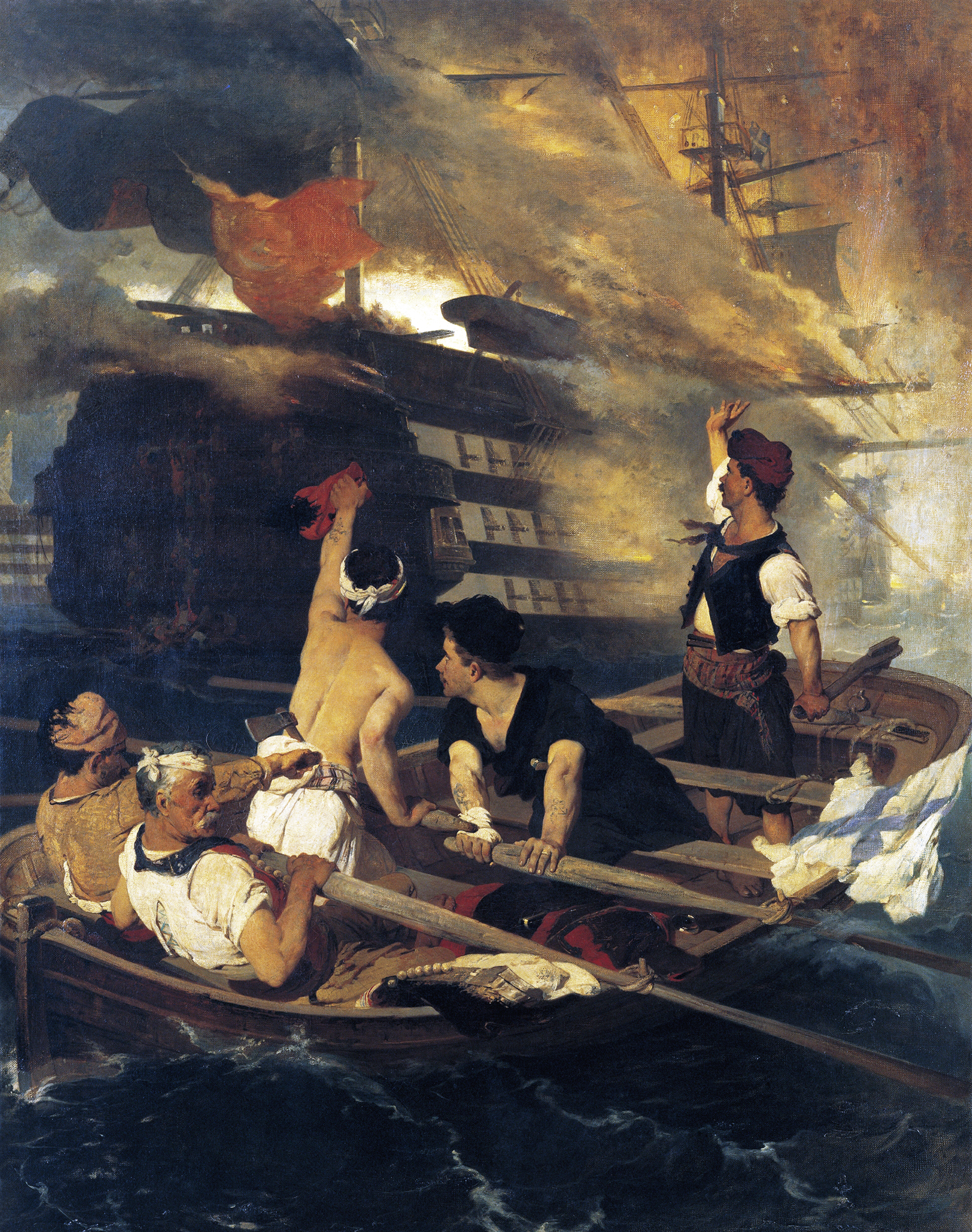
1822: Kanaris bei Chios

- 1822: Im griechischen Unabhängigkeitskrieg zerstört Konstantinos Kanaris mit zwei Brandern einen Teil der osmanischen Flotte im Kanal von Chios. Der Kapudan Pascha Nasuhzade Ali Pascha und 3000 seiner Leute kommen bei diesem Unternehmen ums Leben.

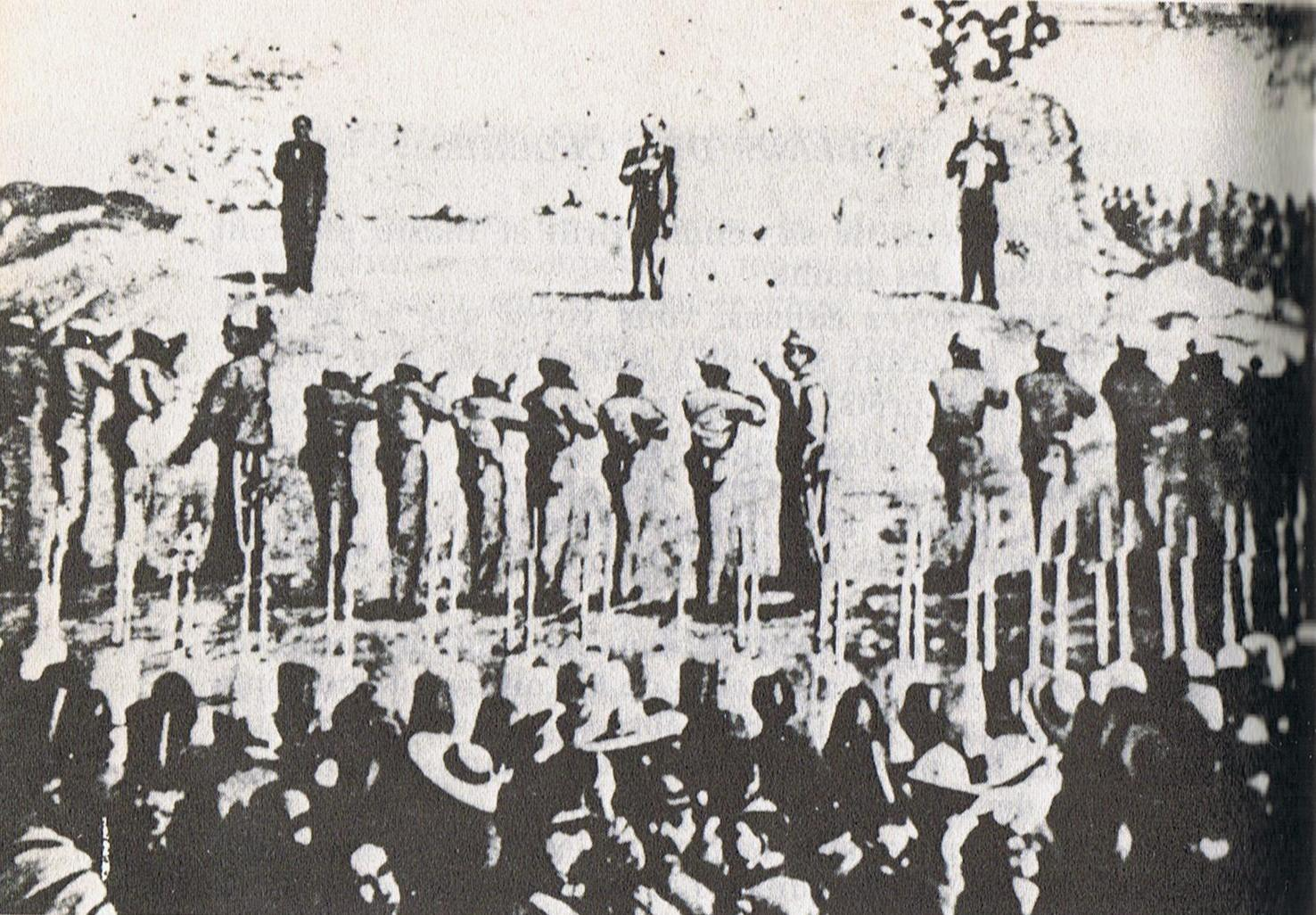
1867: Foto der Exekution Maximilians I.

- 1865: Zwei Jahre nach dem offiziellen Ende der Sklaverei in den Vereinigten Staaten werden in Galveston, Sklaven über ihre Freiheit informiert. Der 19. Juni ist in Texas und 41 anderen Bundesstaaten offizieller Feiertag. 2021 wurde er zum landesweiten Feiertag erklärt.
- 1867: Mit der Hinrichtung von Kaiser Maximilian I. von Mexiko, Bruder des österreichischen Kaisers Franz Joseph I., endet das kurzlebige Zweite mexikanische Kaiserreich.
- 1867: Aufgrund der Tötung amerikanischer Schiffbrüchiger durch formosianische Eingeborene findet eine amerikanische Strafexpedition nach Formosa statt.
- 1917: In Großbritannien wird mit der Änderung des Wahlgesetzes das Frauenwahlrecht zum 6. Februar 1918 eingeführt.
- 1933: In Österreich wird die NSDAP verboten.
- 1944: Im Pazifikkrieg verlieren die Japaner während der Schlacht in der Philippinensee drei Flugzeugträger und 476 Kampfflugzeuge.
- 1945: Beim Massaker von Prerau ermorden tschechoslowakische Soldaten 265 Zivilisten eines Flüchtlingstransportes.

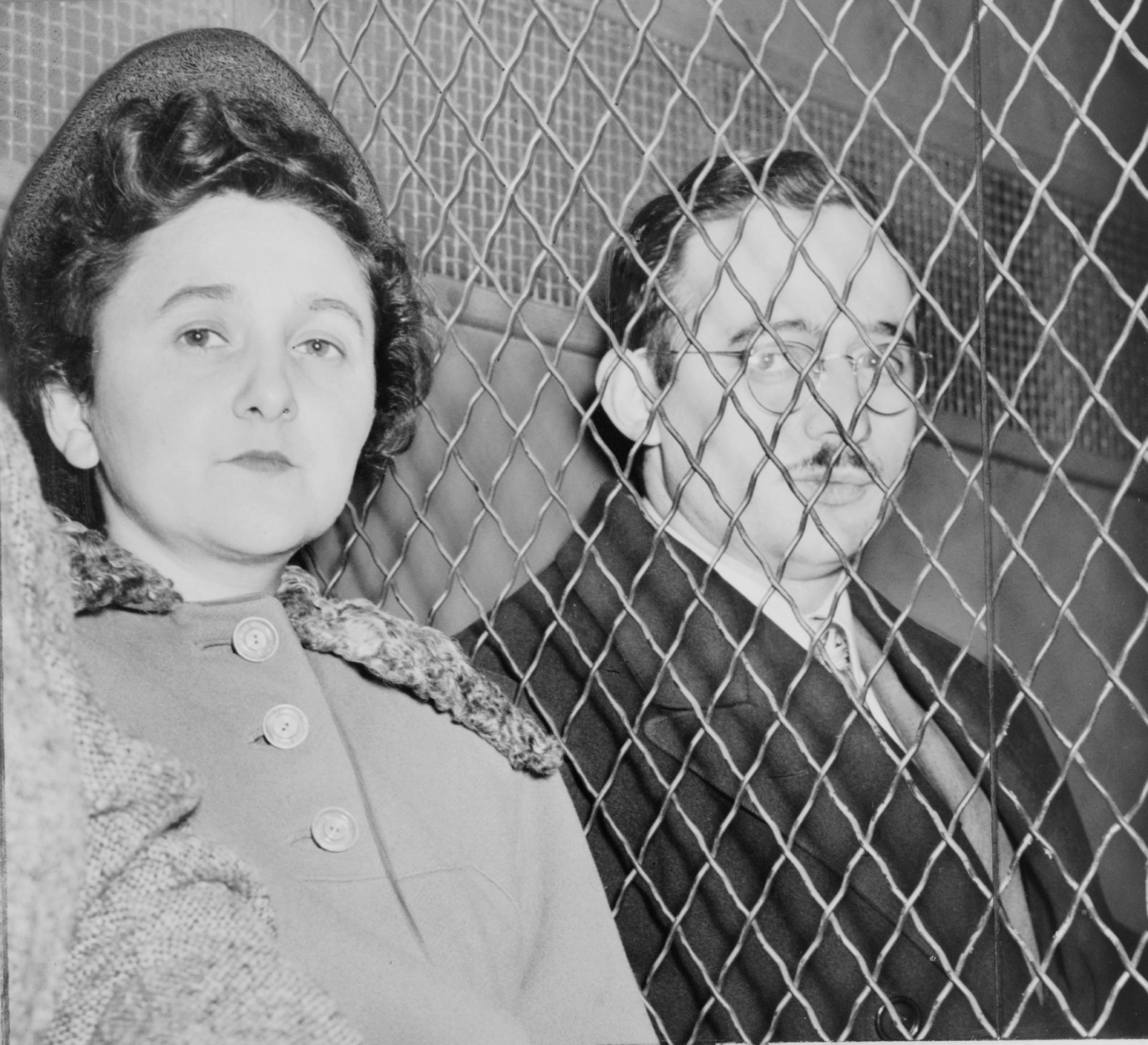
1953: Ethel und Julius Rosenberg

- 1953: In New York wird das der Spionage für die Sowjetunion bezichtigte Ehepaar Ethel und Julius Rosenberg hingerichtet.
- 1961: Kuwait wird von Großbritannien unabhängig.
- 1962: Beim Flugunfall einer Formation von 4 Maschinen vom Typ Lockheed F-104 (Starfighter) über Nörvenich kommen alle vier Piloten um.
- 1965: Der algerische Präsident Ahmed Ben Bella wird durch einen Staatsstreich gestürzt; ein Revolutionsrat unter Houari Boumedienne übernimmt die Macht.
- 1974: Der Deutsche Bundestag schließt seine parlamentarischen Beratungen zum Gesetz über die Errichtung eines Umweltbundesamtes ab und billigt den Behördensitz in West-Berlin. Dagegen protestiert am Folgetag das Außenministerium der DDR. Das Gesetz wird gleichwohl am 22. Juli ausgefertigt.
- 1976: Auf Jamaika wird der Ausnahmezustand verhängt, nachdem es im Vorfeld der Wahlen zu blutigen Auseinandersetzungen zwischen Anhängern der Jamaica Labour Party und der People’s National Party gekommen ist.
- 1985: In der Abflughalle B des Frankfurter Flughafens kommt es zu einem Sprengstoffanschlag, bei dem ein Sprengkörper in einem Abfallbehälter explodiert. Drei Personen sterben, 42 weitere werden zum Teil schwer verletzt. Zu der Tat bekennen sich in widersprüchlichen Anrufen mehrere in- und ausländische Organisationen.
- 1987: Bei einem Bombenanschlag der ETA auf ein Kaufhaus in Barcelona kommen 18 Menschen ums Leben.
- 1989: Anschlag auf die Quebec Barracks der britischen Streitkräfte in Osnabrück durch die Provisional Irish Republican Army.
- 1990: In Schengen vereinbaren Frankreich, Deutschland, Belgien, die Niederlande und Luxemburg den vollständigen Wegfall der Personen-Grenzkontrollen zwischen ihren Staaten zum 1. Januar 1992.
- 1990: In der UdSSR wird die Kommunistische Partei der Russischen Sozialistischen Föderativen Sowjetrepublik als Zweig der KPdSU in der RSFSR gegründet.
- 1991: Die russischen Truppen ziehen aus Ungarn ab.
- 1991: Die Belagerung von Dubrovnik im Kroatienkrieg beginnt. Sie dauert insgesamt sechs Monate und zerstört die Stadt nachhaltig.

### Wirtschaft

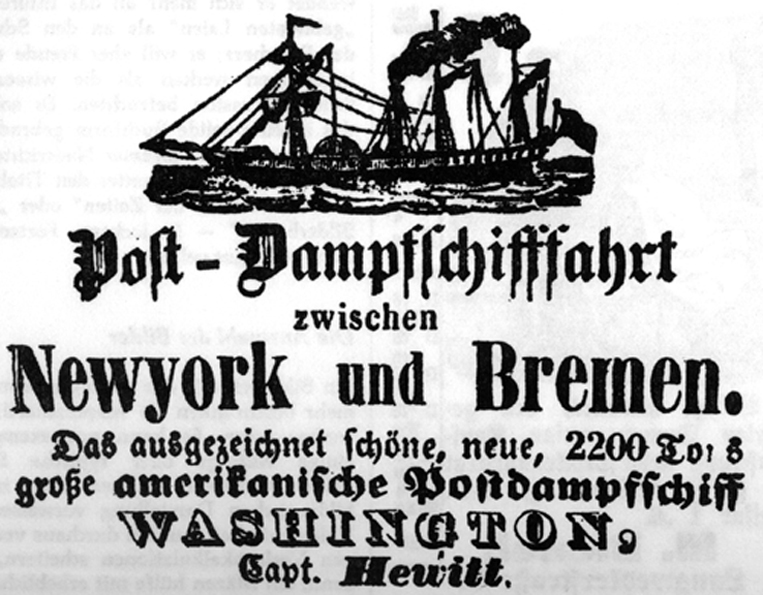
1847: Zeitgenössische Anzeige für die Transatlantiklinie

- 1847: Der US-amerikanische Raddampfer Washington wird in Bremerhaven mit Salutschüssen empfangen. Die Ocean Steam Navigation Company hat mit ihm die erste regelmäßige Postdampfschiffslinie zwischen Nordamerika und Kontinentaleuropa eröffnet.

1858: Dampfer Bremen

- 1858: Der Dampfer Bremen des Norddeutschen Lloyd nimmt den regelmäßigen Schiffsverkehr zwischen Bremerhaven und New York City auf.
- 1862: In Genf verkehrt mit der Rösslitram die erste Pferdestraßenbahn in der Schweiz.
- 1934: In den USA wird per Gesetz die Federal Communications Commission (FCC) als zentrale Behörde zur Regelung des Telefon-, Telegrafen- und Funkverkehrs eingerichtet.
- 1980: Nachdem der Schweizer Franken schon 1924 in Liechtenstein eingeführt worden ist, wird nun auch ein Währungsvertrag mit der Schweiz abgeschlossen.
- 2000: Der Pfizer-Konzern fusioniert in der Pharmaindustrie nach einer feindlichen Übernahme mit dem Warner-Lambert-Konzern, wodurch auch das deutsche Tochterunternehmen Gödecke neue Eigentümer erhält.

### Wissenschaft und Technik

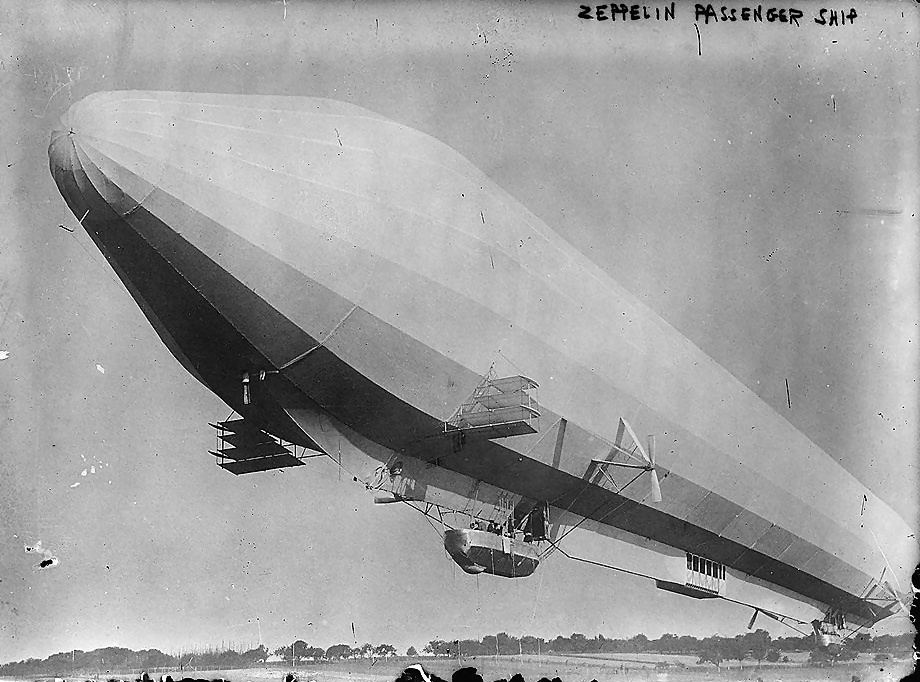
1910: LZ 7

- 1910: Das Luftschiff LZ 7 „Deutschland“ unternimmt bei Friedrichshafen eine gelungene Jungfernfahrt. Neun Tage später stürzt es ab.
- 1926: Der erste Trag- und Hubschrauber des deutschen Erfinders Engelbert Zaschka wird im Deutschen Reich zum Patent angemeldet.
- 1941: In Europa geht die erste Pipeline in Betrieb, welche die Erdölfelder in Zistersdorf mit der rund 50 km entfernten Raffinerie Lobau verbindet.
- 1969: Die erste Lebertransplantation in Deutschland führt Alfred Gütgemann durch.
- 1970: Die Kosmonauten Nikolajew und Sewastjanow der Sojus 9-Mission landen in ihrer Raumkapsel mit dem Fallschirm in der kasachischen Steppe westlich von Karaganda. Mit mehr als 17 Tagen Flugdauer setzen sie eine neue Rekordmarke für den längsten Raumflug.
- 2002: Steve Fossett startet zu seiner erfolgreichen Weltumrundung mit einem Ballon.
- 2006: Auf Spitzbergen beginnen die Bauarbeiten für die Saatgutbank Svalbard Global Seed Vault.

### Kultur
- 1777: Uraufführung der Oper Polly von Samuel Arnold im Little Theatre in London.
- 1887: Uraufführung der komischen Oper Die Musikanten von Friedrich von Flotow in Mannheim.

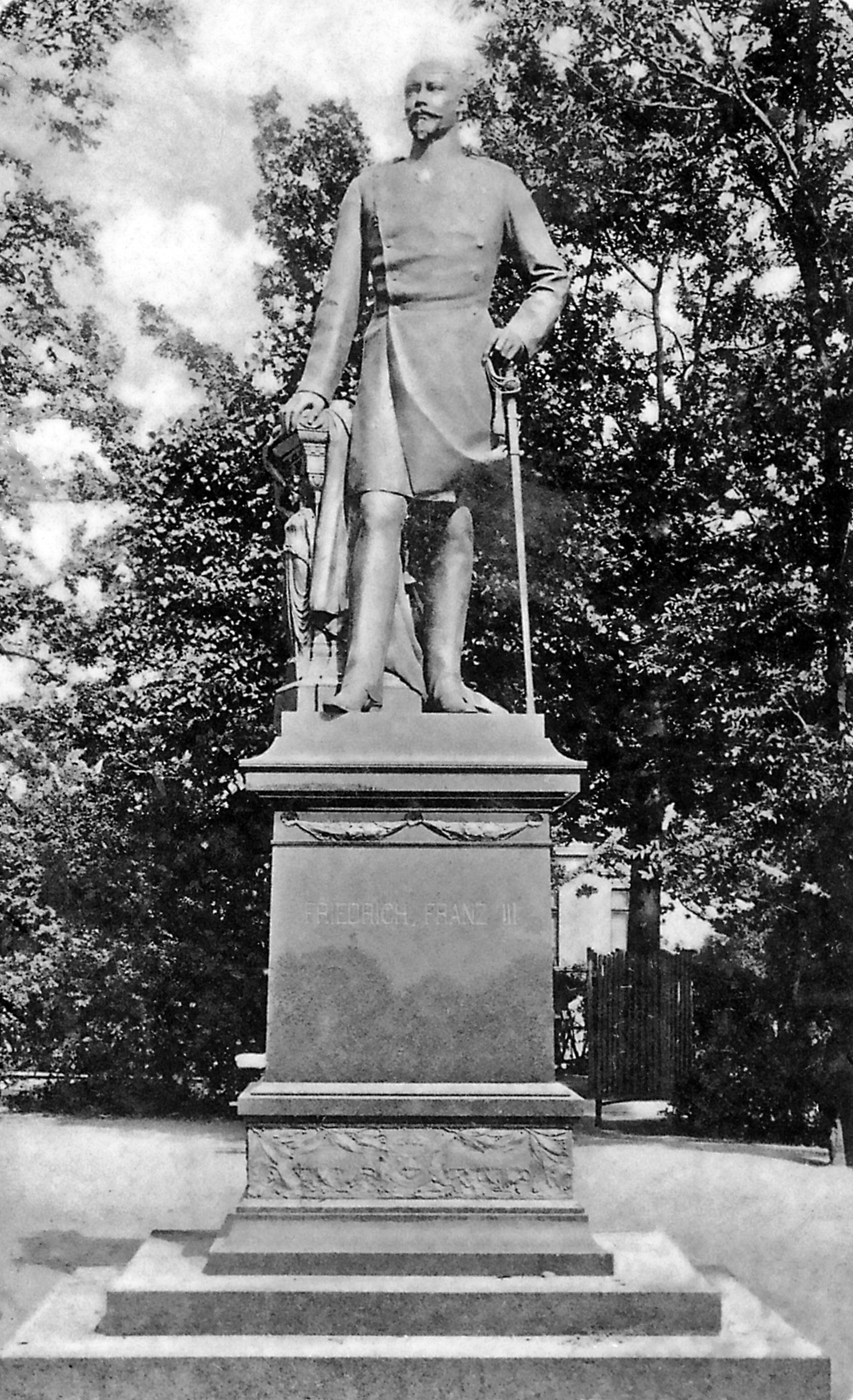
1901: Friedrich-Franz-III.-Denkmal

- 1901: Feierliche Enthüllung des Friedrich-Franz-III.-Denkmals in Rostock.
- 1962: Der Howard-Hawks-Film Hatari! wird in den Vereinigten Staaten uraufgeführt.
- 1976: Uraufführung der Oper Das Mädchen aus Domrémy von Giselher Klebe am Staatstheater Stuttgart.
- 1978: Der erste Garfield-Comic-Strip wird veröffentlicht.
- 1999: Das Computerspiel Counter-Strike wird veröffentlicht, eines der populärsten und meistgespielten Online-Actionspiele und das meistgespielte Spiel im E-Sport.

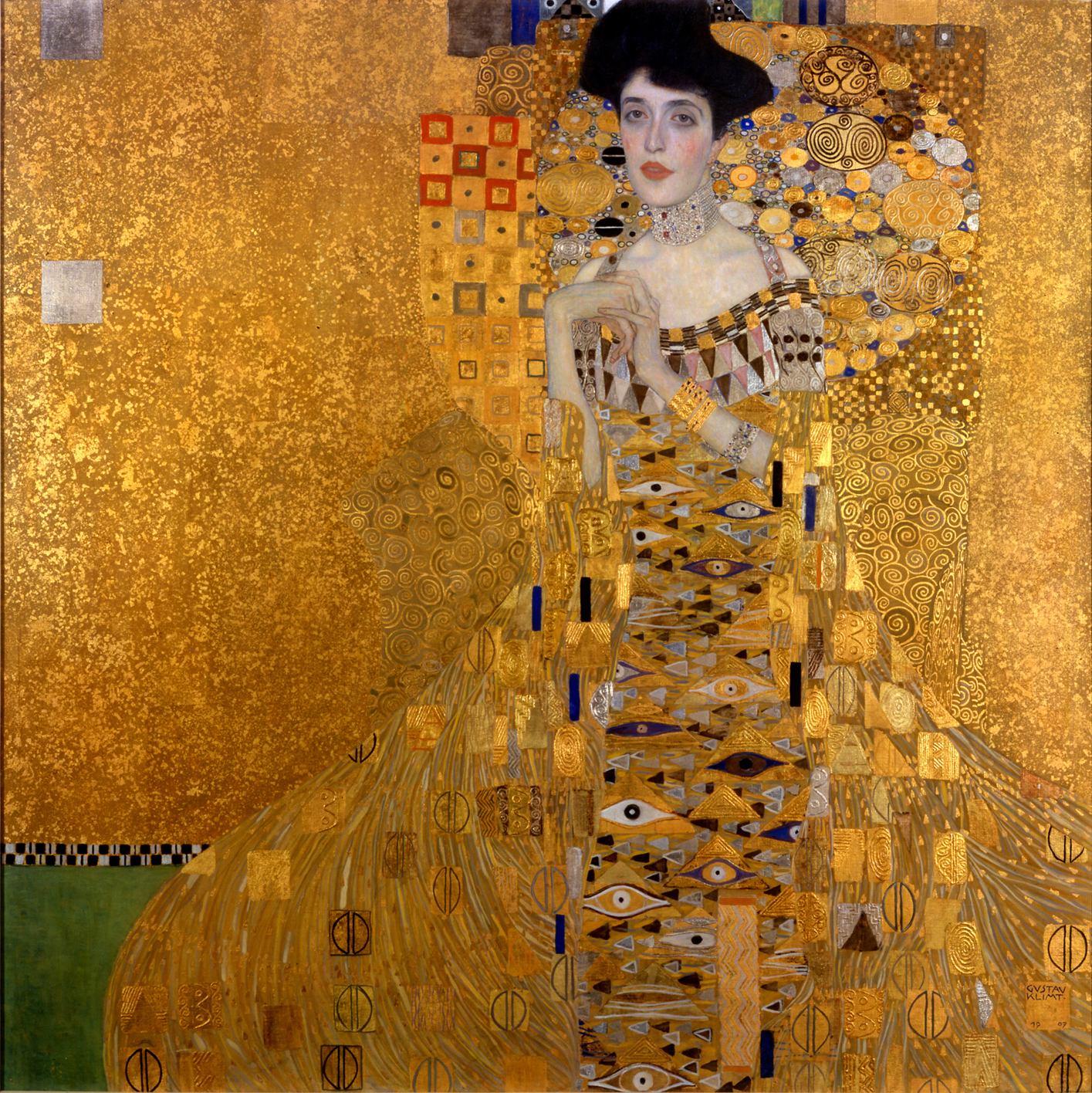
2006: Adele Bloch-Bauer I

- 2006: Der Kauf des von Gustav Klimt gemalten Porträts Adele Bloch-Bauer I durch den US-amerikanischen Unternehmer Ronald Lauder für 135 Millionen US-Dollar wird in der Presse publik.
- 2020: Das Action-Adventure Videospiel The Last of Us Part II erscheint exklusiv für die PlayStation 4.

### Gesellschaft
- 1767: Der Gastwirt Jean Chastel erschießt in der südfranzösischen Margeride ein Raubtier, das als Bestie des Gévaudan etwa einhundert Menschen getötet haben soll.
- 1910: In Spokane im US-Bundesstaat Washington wird zum ersten Mal ein Vatertag gefeiert. Sonora Smart Dodd will damit in Anlehnung an den in den USA eingeführten Muttertag eigentlich ihren alleinerziehenden Vater ehren, setzt jedoch eine Bewegung in Gang.
- 1976: König Carl XVI. Gustaf und die Deutsche Silvia Sommerlath heiraten in Stockholm.
- 2000: Im Hafen von Dover entdecken britische Zollbeamte bei der Kontrolle eines angekommenen Lastkraftwagens hinter Tomatenkisten 58 Leichen. Die Chinesen sollten im Wege des Menschenschmuggels illegal eingeschleust werden, erstickten aber beim Ausfall der Lüftungsanlage für den Container.
- 2007: Die erste bundesweite Kampagne „Dein Tag für Afrika“ wird von Aktion Tagwerk veranstaltet. 180.997 Schülerinnen und Schüler aus bundesweit 854 Schulen nehmen an der Kampagne teil und setzen sich einen Tag lang für Gleichaltrige in Afrika ein.

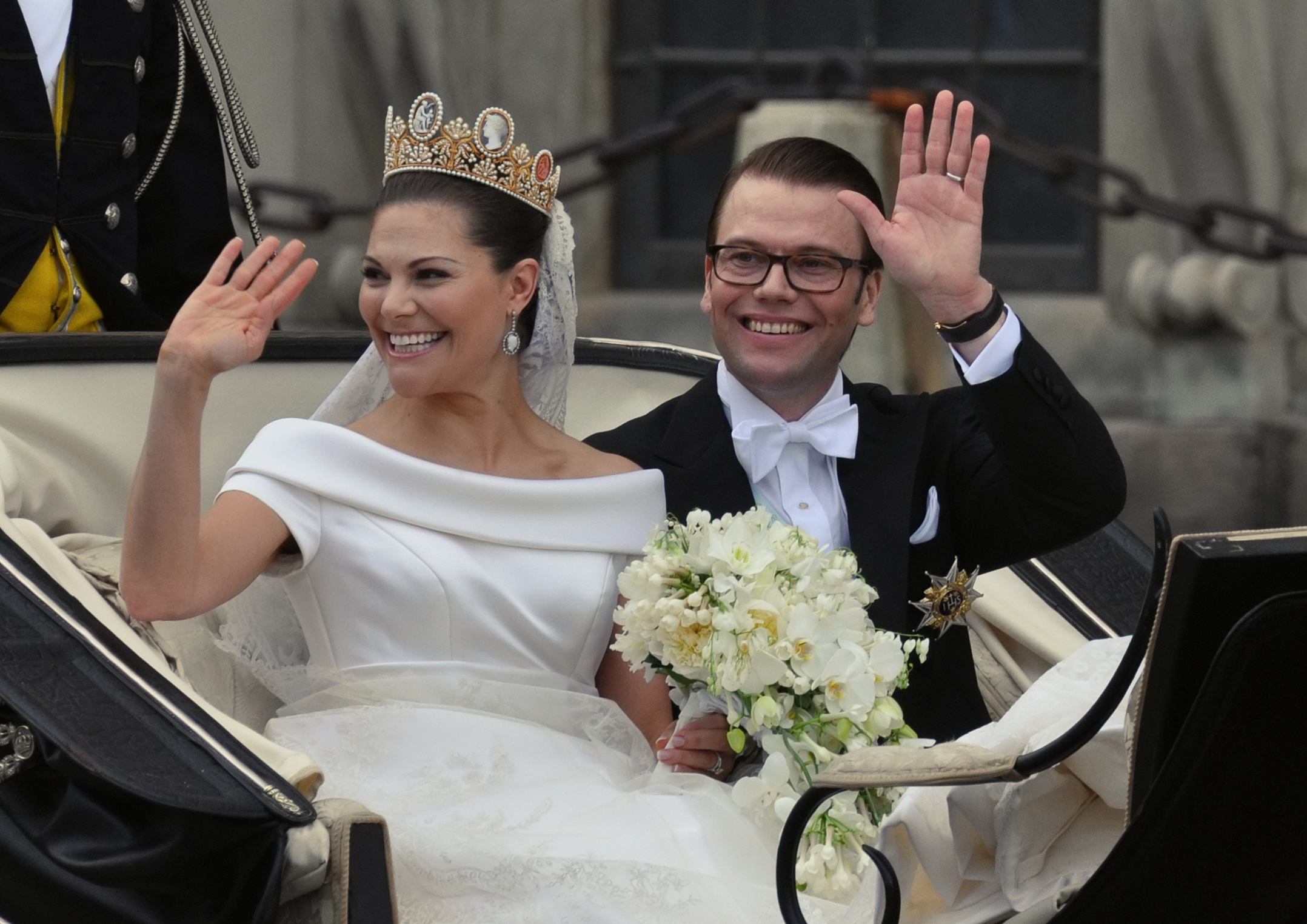
2010: Victoria und Daniel von Schweden

- 2010: Kronprinzessin Victoria von Schweden und Daniel Westling heiraten in Stockholm.
- 2012: Der Australier Julian Assange, Gründer von WikiLeaks, flüchtet in die Londoner Botschaft Ecuadors und bittet dort um politisches Asyl, um einer Auslieferung nach Schweden zu entgehen.

### Religion
- 0325: Herausgabe/Veröffentlichung des Bekenntnisses von Nicäa
- 1565: In der Sixtinischen Kapelle wird im Beisein von Papst Pius IV. die Messe Missa papae Marcelli von Giovanni Pierluigi da Palestrina aufgeführt.
- 1988: Andreas Dung-Lac und weitere 116 vietnamesische Märtyrer werden von Papst Johannes Paul II. heiliggesprochen.

### Katastrophen
Kleinere Unglücksfälle sind in den Unterartikeln von Katastrophe und in der Liste von Katastrophen aufgeführt.

### Sport

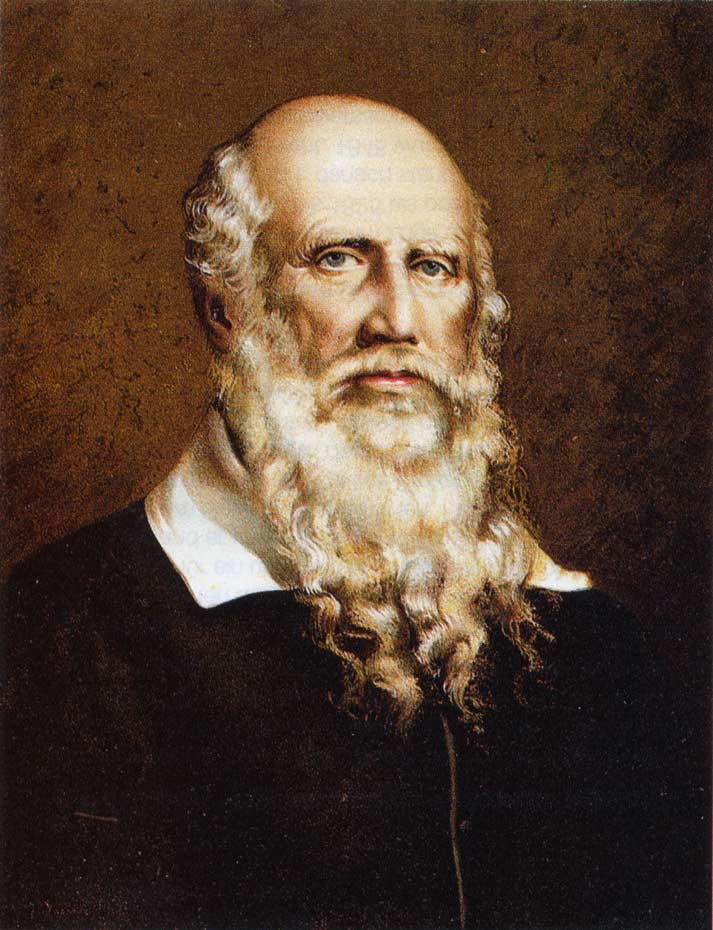
1811: Friedrich Ludwig Jahn

- 1811: Friedrich Ludwig Jahn eröffnet in der Berliner Hasenheide den ersten Turnplatz in Deutschland.
- 1895: Der chilenische Fußballverband wird gegründet.
- 1907: Der finnische Fußballverein HJK Helsinki entsteht.
- 1921: In Wien wird die Hohe Warte, damals das größte und modernste Fußballstadion Kontinentaleuropas, eingeweiht.
- 1924: Bei Testläufen zu den Olympischen Sommerspielen läuft der finnische Langstreckenläufer Paavo Nurmi in Helsinki innerhalb von 50 Minuten zwei Weltrekorde, nämlich im 1500-Meter-Lauf und im 5000-Meter-Lauf.
- 1927: Beim ersten Automobilrennen auf dem neu eröffneten Nürburgring gewinnt Rudolf Caracciola als Sieger des Eifelrennens mit einer Durchschnittsgeschwindigkeit von 96 km/h.

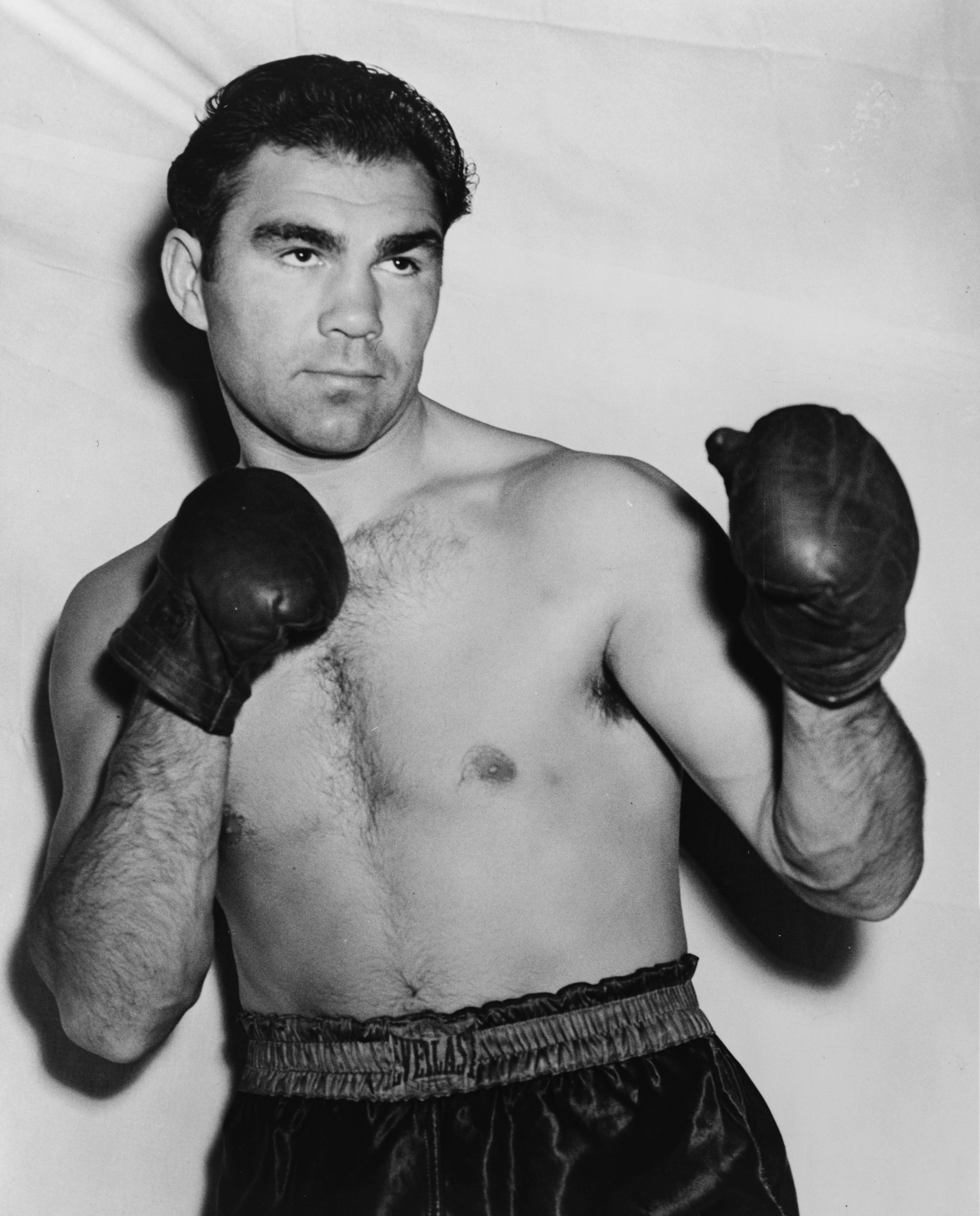
1936: Max Schmeling

- 1936: Der deutsche Schwergewichtsboxer Max Schmeling besiegt den als unbesiegbar geltenden Joe Louis durch K. o. in der 12. Runde.
- 1938: Im Finale der dritten Fußball-Weltmeisterschaft besiegt Italien Ungarn in Paris mit 4:2.
- 1960: Beim Formel-1-Rennen im belgischen Spa-Francorchamps sterben zwei Piloten bei Rennunfällen, zwei weitere Fahrer erleiden am Rennwochenende schwerste Verletzungen.
- 1986: Knapp zwei Tage nach der NBA Draft stirbt Len Bias, Draftpick der Boston Celtics, an einer Überdosis Kokain.
- 1992: Evander Holyfield gewinnt den Weltmeistertitel im Schwergewicht gegen Larry Holmes im Caesars Palace, Las Vegas, durch einen Sieg nach Punkten.
- 1999: Turin wird bei der 119. IOC-Session in Seoul als Austragungsort für die Olympischen Winterspiele 2006 gewählt.
- 2005: Die deutsche Fußballnationalmannschaft der Frauen wird mit einem 3:1-Sieg über Norwegen Fußball-Europameister.
- 2005: Aitor González Jiménez gewinnt die Tour de Suisse vor Michael Rogers und Jan Ullrich.
- 2016: Die Cleveland Cavaliers gewinnen in den NBA Finals gegen die Golden State Warriors ihren ersten NBA-Titel.

Einträge von Leichtathletik-Weltrekorden befinden sich unter der jeweiligen Disziplin unter Leichtathletik.
Einträge zu Fußballweltmeisterschaftsspielen finden sich in den Unterseiten von Fußball-Weltmeisterschaft. Das Gleiche gilt für Fußball-Europameisterschaften.

## Geboren

### Vor dem 18. Jahrhundert
- 1373: Francesco Foscari, 65. Doge von Venedig
- 1417: Sigismondo Malatesta, italienischer Condottiere und Herr von Rimini
- 1507: Annibale Caro, italienischer Dichter
- 1566: Jakob I., als Jakob VI. König von Schottland, König von England und Irland
- 1574: Anne de Caumont, Herzogin von Fronsac
- 1592: Ferdinand Geizkofler, württembergischer Hofkanzleidirektor
- 1603: Melchior Otto Voit von Salzburg, Fürstbischof von Bamberg
- 1606: James Hamilton, 1. Duke of Hamilton, englischer Adeliger und Heerführer

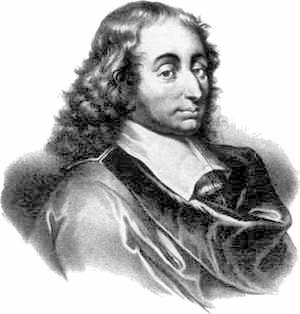
Blaise Pascal (* 1623)

- 1623: Blaise Pascal, französischer Mathematiker
- 1633: Heinrich Hiller, Bürgermeister von St. Gallen
- 1700: Charles de Bourbon, Graf von Charolais, Libertin

### 18. Jahrhundert
- 1702: Friedrich August Rutowski, kursächsischer Feldmarschall
- 1717: Johann Stamitz, deutscher Komponist und Violinist (Taufdatum)
- 1731: Joaquim Machado de Castro, portugiesischer Bildhauer
- 1739: Helfrich Bernhard Wenck, deutscher Pädagoge, Bibliothekar und Historiker
- 1743: Íñigo Abbad y Lasierra, spanischer Benediktiner, Bischof von Barbastro und Verfasser der ersten umfassenden Darstellung der Geschichte, Nationalität und Kultur Puerto Ricos
- 1748: Carl Albrecht Wilhelm von Auer, preußischer Offizier und Beamter
- 1754: Jean-Baptiste Meusnier de la Place, französischer Mathematiker und General
- 1759: Pierre Quantin, französischer General

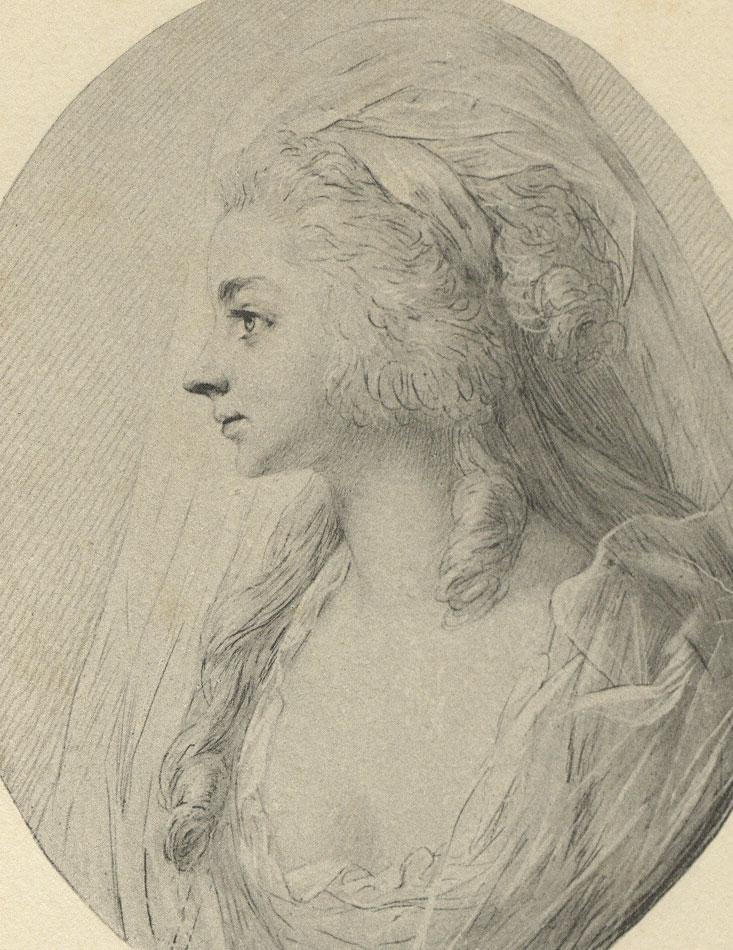
Sara Levy (* 1761)

- 1761: Sara Levy, deutsche Cembalistin, Musikaliensammlerin, Salonnière und Mäzenin
- 1763: Pedro Agar y Bustillo, spanischer Marineoffizier und Regent
- 1764: José Gervasio Artigas, uruguayischer Offizier und Freiheitskämpfer
- 1766: Edward Tiffin, US-amerikanischer Politiker, Gouverneur von Ohio
- 1766: Edmund von Weber, deutscher Komponist, Sänger, Schauspieler und Theaterdirektor
- 1767: Joseph François Michaud, französischer Historiker
- 1772: Salomon Oppenheim junior, deutscher Bankier
- 1782: Félicité de Lamennais, französischer Priester und Religionsphilosoph
- 1783: Friedrich Sertürner, deutscher Apotheker und Entdecker des Morphiums
- 1785: Johann Caspar Harkort V., deutscher Unternehmer
- 1790: Johann Heinrich Fischer, Schweizer Politiker
- 1792: Gustav Schwab, deutscher Pfarrer, Schriftsteller und Herausgeber
- 1795: Joseph Biles Anthony, US-amerikanischer Politiker
- 1797: Paul Julius Arter, Schweizer Zeichner und Radierer

### 19. Jahrhundert

#### 1801–1850
- 1801: Josef Cosack, deutscher Unternehmer und Industriepionier

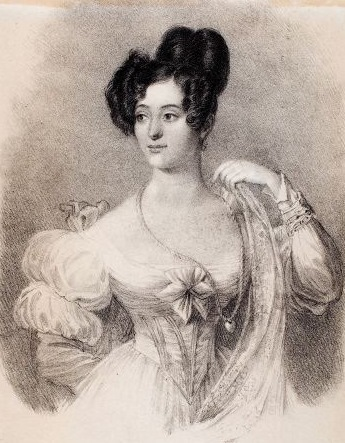
Marietta Brambilla (* 1807)

- 1807: Marietta Brambilla, italienische Opernsängerin
- 1808: Franz Xaver Chwatal, tschechischer Komponist und Musikpädagoge
- 1808: Friedrich Specht, deutscher Orgelbauer
- 1821: Heinrich August Hahn, deutscher evangelischer Theologe und Hochschullehrer
- 1828: Alfred Trappen, deutscher Maschinenbauingenieur
- 1834: Charles Haddon Spurgeon, britischer Baptistenpastor und Erweckungsprediger
- 1837: Philipp Carl, deutscher Physiker
- 1838: Friedrich Hessing, deutscher Pionier der Medizin- und Orthopädietechnik
- 1842: Carl Zeller, österreichischer Jurist und Komponist
- 1846: Antonio Abetti, italienischer Astronom
- 1847: Walter Caspari, deutscher Theologe und Geistlicher
- 1847: Ernst Justus Haeberlin, deutscher Jurist und Numismatiker

#### 1851–1900
- 1852: Richard Kund, deutscher Offizier und Forschungsreisender

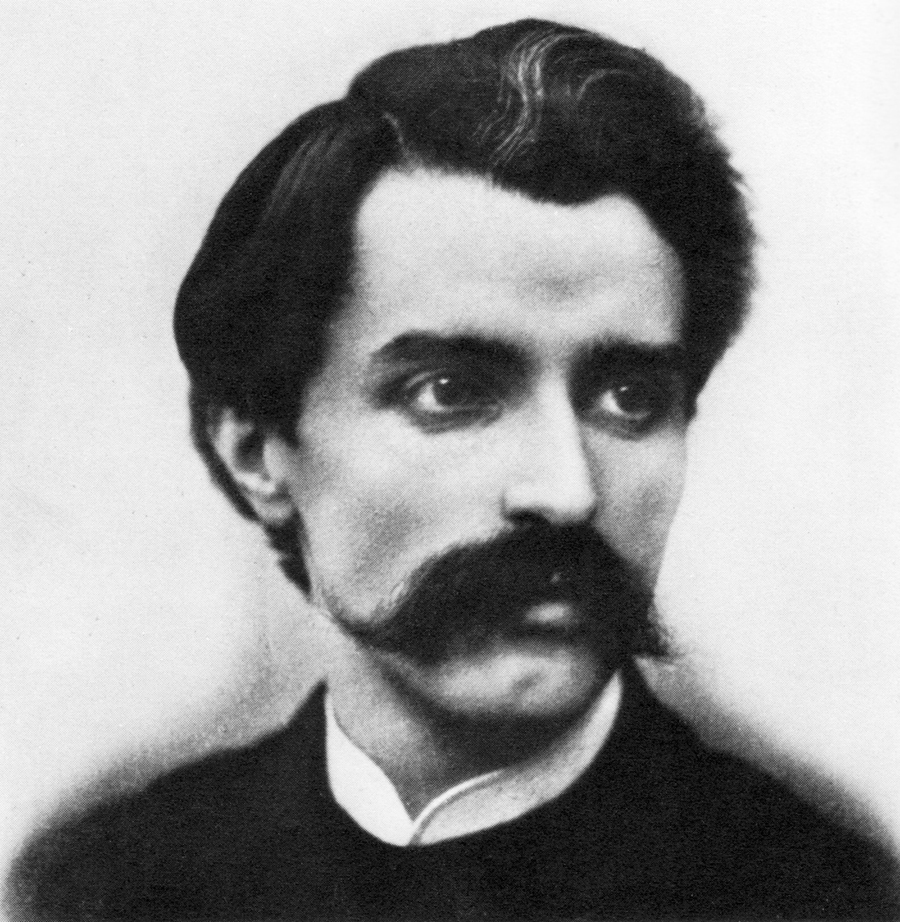
Alfredo Catalani (* 1854)

- 1854: Alfredo Catalani, italienischer Opernkomponist
- 1857: Arthur Hoffmann, Schweizer Bundesrat
- 1858: Dirk Fock, Gouverneur von Suriname und Generalgouverneur von Niederländisch-Indien
- 1859: Moltke Moe, norwegischer Volkskundler
- 1859: Heinrich Sohnrey, deutscher Volksschriftsteller und Publizist
- 1861: Ludwig Traube, deutscher Altphilologe und Mediävist
- 1865: Alfred Hugenberg, deutscher Unternehmer und Politiker, Reichsminister, Wegbereiter des Nationalsozialismus
- 1865: May Whitty, britische Schauspielerin
- 1867: Alexander Cartellieri, deutscher Historiker
- 1868: John McPherson, schottischer Fußballspieler
- 1869: Christopher Addison, 1. Viscount Addison, britischer Arzt und Politiker
- 1870: Wilibald A. Nagel, deutscher Physiologe
- 1871: Fritz Hofmann, deutscher Leichtathlet, Olympiasieger
- 1871: Alajos Szokolyi, österreichisch-ungarischer Leichtathlet
- 1872: Beatrix Farrand, US-amerikanische Landschaftsarchitektin
- 1872: Fanny Zobel, deutsche Kommunalpolitikerin
- 1873: Friedrich Huch, deutscher Dichter und Schriftsteller
- 1876: Nigel Gresley, britischer Dampflokomotivkonstrukteur

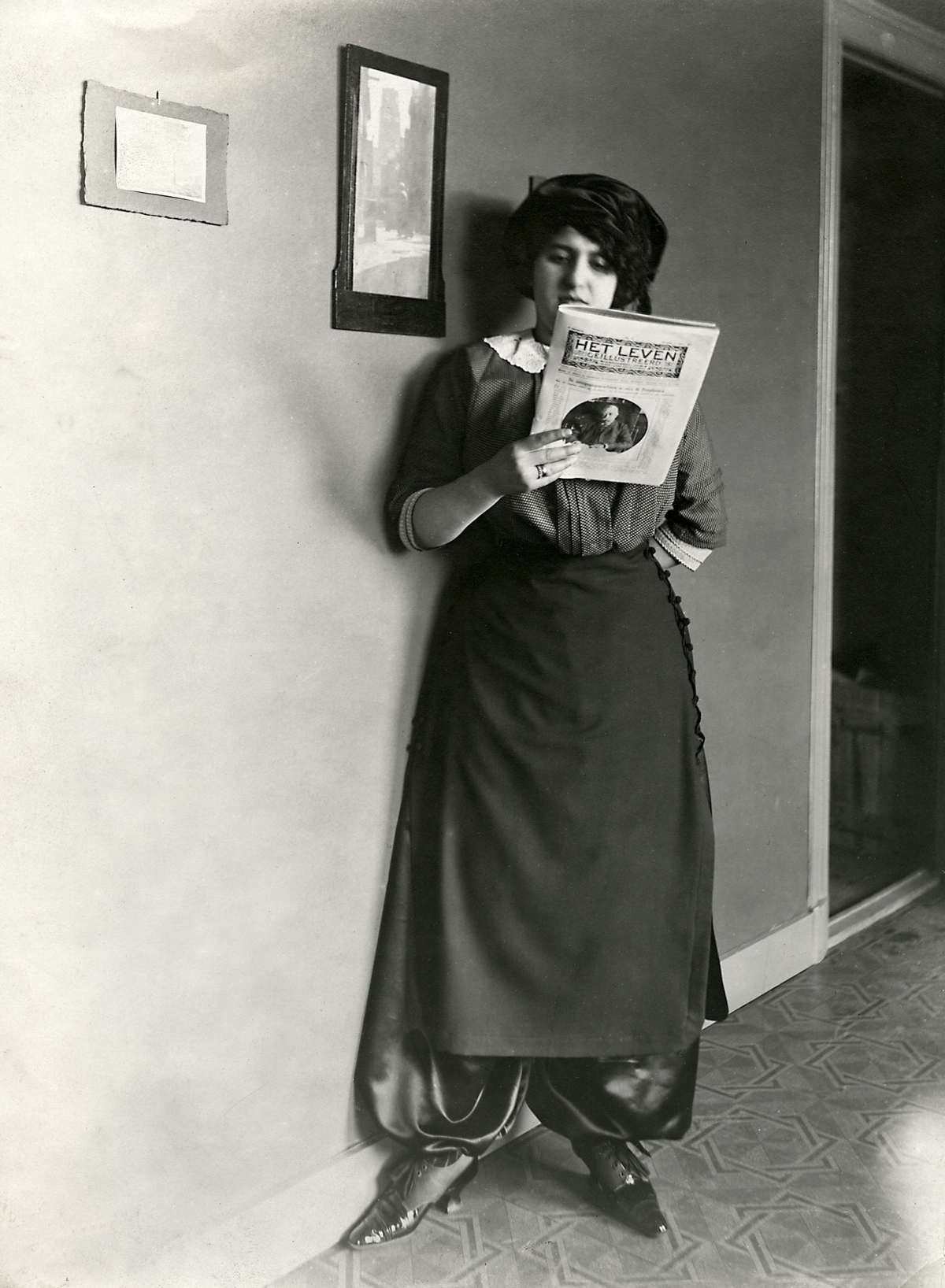
Sophie de Vries (* 1882)

- 1882: Sophie de Vries-de Boer, niederländische Schauspielerin, Opfer des Holocaust
- 1884ː Clara Stockmeyer, Schweizer Germanistin und Frauenrechtlerin

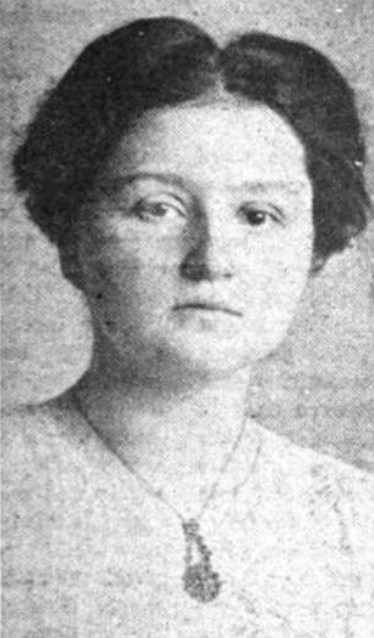
Agnes von Zahn-Harnack (* 1884)

- 1884: Agnes von Zahn-Harnack, deutsche Lehrerin, Schriftstellerin und Frauenrechtlerin
- 1885: Stevan Hristić, jugoslawischer Komponist
- 1886: Rudolf Kremlička, tschechischer Maler und Graphiker
- 1889: Enrico Celio, Schweizer Bundesrat
- 1889ː Else Weil, deutsche Ärztin, Opfer der Shoah
- 1891: Walter Arnold, deutscher Fabrikant

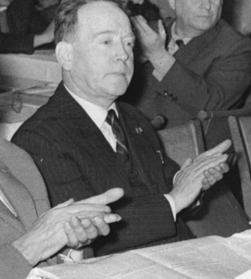
John Heartfield (* 1891)

- 1891: John Heartfield, deutscher Maler und Graphiker, Dadaist, Fotomontagekünstler und Bühnenbildner
- 1891: Juan Pulido, spanischer Sänger und Schauspieler
- 1891: Adolfo Costa du Rels, bolivianischer Schriftsteller und Diplomat
- 1893: Pierre Bacqueyrisses, französischer Unternehmer und Automobilrennfahrer
- 1893: Alois Šmolík, tschechoslowakischer Flugzeugkonstrukteur
- 1895: Constant Pieterse, niederländischer Ruderer
- 1895: Ernst Schwarz, deutscher Germanist und Historiker
- 1896: Erich Koch, deutscher Politiker, Kriegsverbrecher
- 1896: Wallis Simpson, Herzogin von Windsor
- 1897: Cyril Norman Hinshelwood, britischer Chemiker, Nobelpreisträger
- 1897: Elisabeth Walter, deutsche Autorin
- 1898: Benno Georg Eduard Wilhelm Joachim von Arent, deutscher Architekt
- 1898: Michael Eisemann, ungarischer Komponist von Operetten- und Filmmusik
- 1899: Quin Blackburn, US-amerikanischer Geologe, Geodät, Bergsteiger und Polarforscher
- 1899: Rudolf Carl, österreichischer Schauspieler

### 20. Jahrhundert

#### 1901–1925

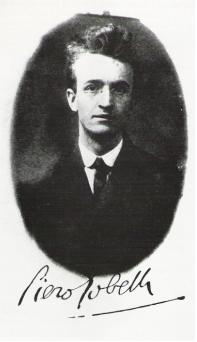
Piero Gobetti (* 1901)

- 1901: Piero Gobetti, italienischer Publizist, Politiker und Widerstandskämpfer
- 1901: Herbert Krebs, deutscher Forstmann und Autor
- 1902: Caspar Joseph Brambach, deutscher Komponist
- 1902: Ernst Heimeran, deutscher Publizist und Schriftsteller
- 1902: Guy Lombardo, kanadisch-US-amerikanischer Musiker und Bandleader
- 1902: Pierre Tabourin, französischer Automobilrennfahrer
- 1903: Wally Hammond, englischer Cricketspieler
- 1903: Hans Litten, deutscher Jurist
- 1903: Lou Gehrig, US-amerikanischer Baseballspieler
- 1904: Claus Back, deutscher Schriftsteller
- 1904: Balys Dvarionas, litauischer Komponist, Pianist und Dirigent

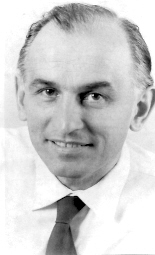
Klaus Conrad (* 1905)

- 1905: Klaus Conrad, deutscher Neurologe und Psychiater
- 1905: Mildred Natwick, US-amerikanische Schauspielerin
- 1906: Heinz Arnold, deutscher Opernregisseur und Hochschullehrer
- 1906: Ernst Boris Chain, britischer Chemiker, Nobelpreisträger
- 1907: Hans-Hellmuth Qualen, deutscher Politiker, Landesminister
- 1907: Georges de Mestral, Schweizer Ingenieur, Erfinder des Klettverschlusses
- 1908: Alfred Gleisner, deutscher Politiker, MdL, MdB
- 1908: Ottmar Kohler, deutscher Arzt
- 1908: Hippolyt Freiherr Poschinger von Frauenau, deutscher Unternehmer, Forstwirt und Politiker
- 1908: Wolfram von Soden, deutscher Altorientalist

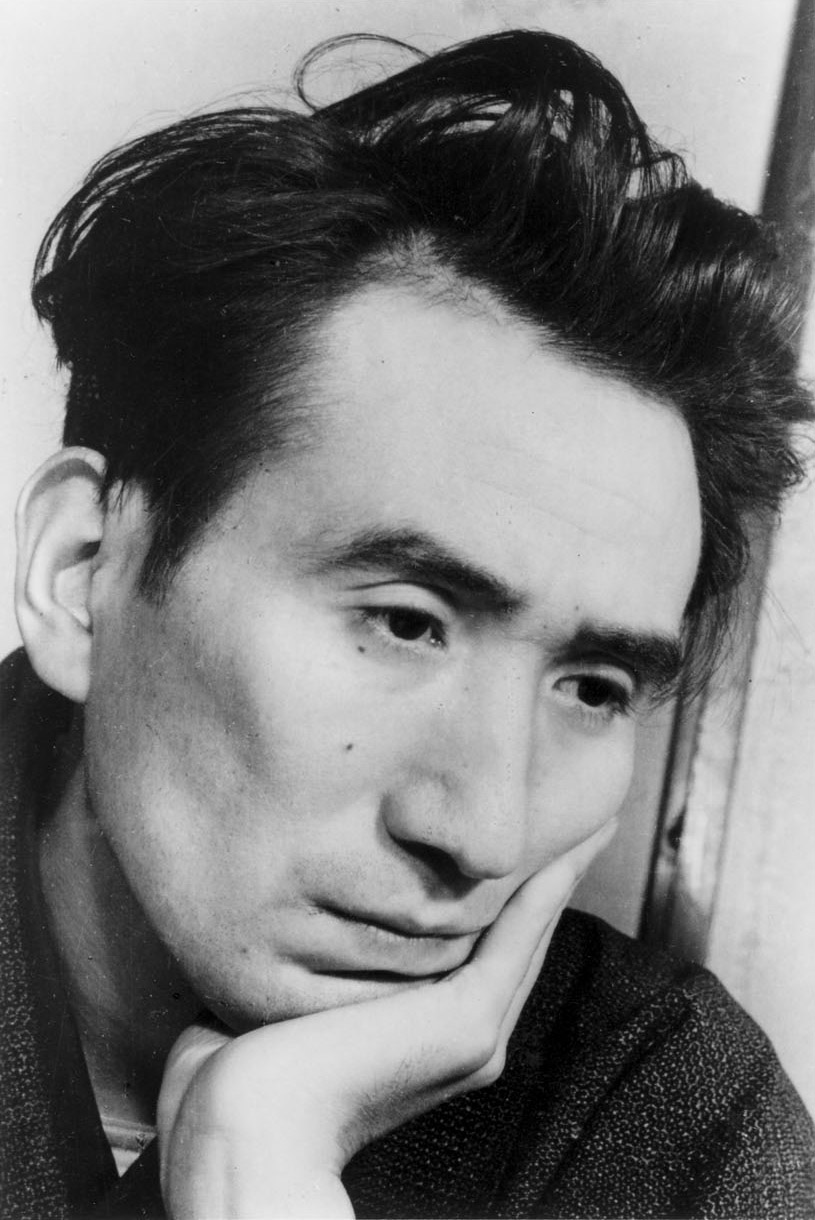
Dazai Osamu (* 1909)

- 1909: Dazai Osamu, japanischer Schriftsteller
- 1910: Sydney Allard, britischer Automobilrennfahrer, Gründer der Allard-Motor-Company
- 1910: Paul John Flory, US-amerikanischer Chemiker, Nobelpreisträger
- 1912: Karl-Heinz Becker, deutscher Langstreckenläufer
- 1912: Alfred Jensch, deutscher Astronom und Konstrukteur
- 1912: Otto Schneider, österreichischer Komponist, Musikpädagoge und Musikwissenschaftler
- 1913ː Cläre Barwitzky, deutsche Seelsorgehelferin und Gerechte unter den Völkern
- 1914: Anthony von Sourozh, russischer Bischof
- 1914: Lester Flatt, US-amerikanischer Musiker
- 1917: Dave Lambert, US-amerikanischer Jazzsänger
- 1917: Rolf Hachmann, deutscher Prähistoriker
- 1918: Morris B. Abram, US-amerikanischer Jurist

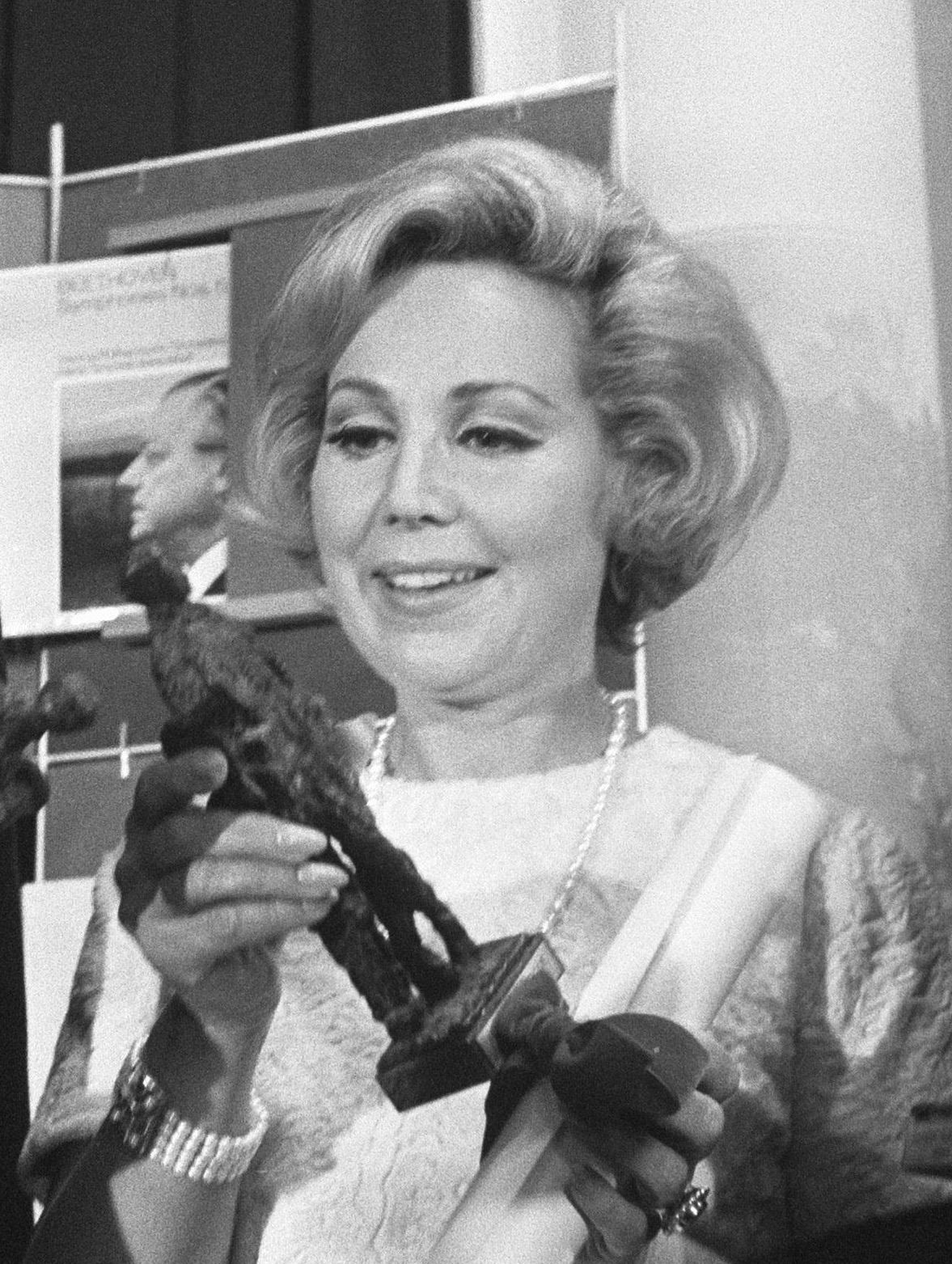
Anneliese Rothenberger (* 1919)

- 1919: Anneliese Rothenberger, deutsche Sopranistin
- 1920: Keith Andrews, US-amerikanischer Automobilrennfahrer
- 1920: Thulukhanam Shunmugham, indischer Fußballspieler
- 1921: Louis Jourdan, französischer Schauspieler
- 1921: Franz Koringer, österreichischer Komponist

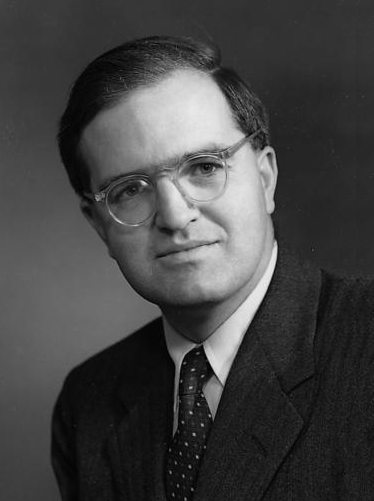
Aage Niels Bohr (* 1922)

- 1922: Aage Niels Bohr, dänischer Physiker, Nobelpreisträger
- 1922: Wolfgang Schuppli, deutscher Unternehmer
- 1923: Donald Bell, kanadischer Sänger und Gesangspädagoge
- 1923: Andrés Rodríguez, paraguayischer General, Staatspräsident
- 1923ː Eleonore Romberg, deutsche Politikerin (Bündnis 90/Die Grünen), MdL, Soziologin, Aktivistin der Frauen- und Friedensbewegung
- 1924ː Cini Boeri, preisgekrönte italienische Architektin, Designerin und Hochschullehrerin
- 1924: Wassil Bykau, belarussischer Schriftsteller
- 1924: Leo Nomellini, US-amerikanischer American-Football-Spieler
- 1925ː Ulla-Britt Althin, schwedische Weitspringerin und Sprinterin
- 1925: Erika Wackernagel, deutsche Schauspielerin

#### 1926–1950
- 1926: Elisabeth Axmann, deutsche Schriftstellerin

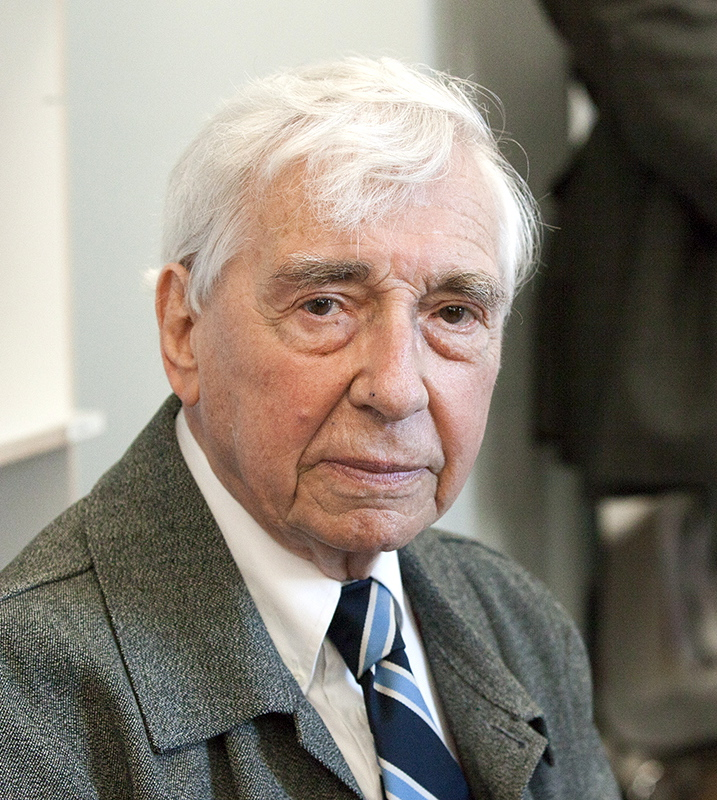
Arno J. Mayer (* 1926)

- 1926: Arno J. Mayer, US-amerikanischer Historiker
- 1926: Josef Nesvadba, tschechischer Schriftsteller
- 1927: Corinne Pulver, Schweizer Autorin, Dokumentarfilmerin und Journalistin
- 1928: Hasegawa Ryūsei, japanischer Lyriker
- 1928: Karl-Herbert Scheer, deutscher Autor
- 1929: Dieter Großmann, deutscher Fußballtorwart

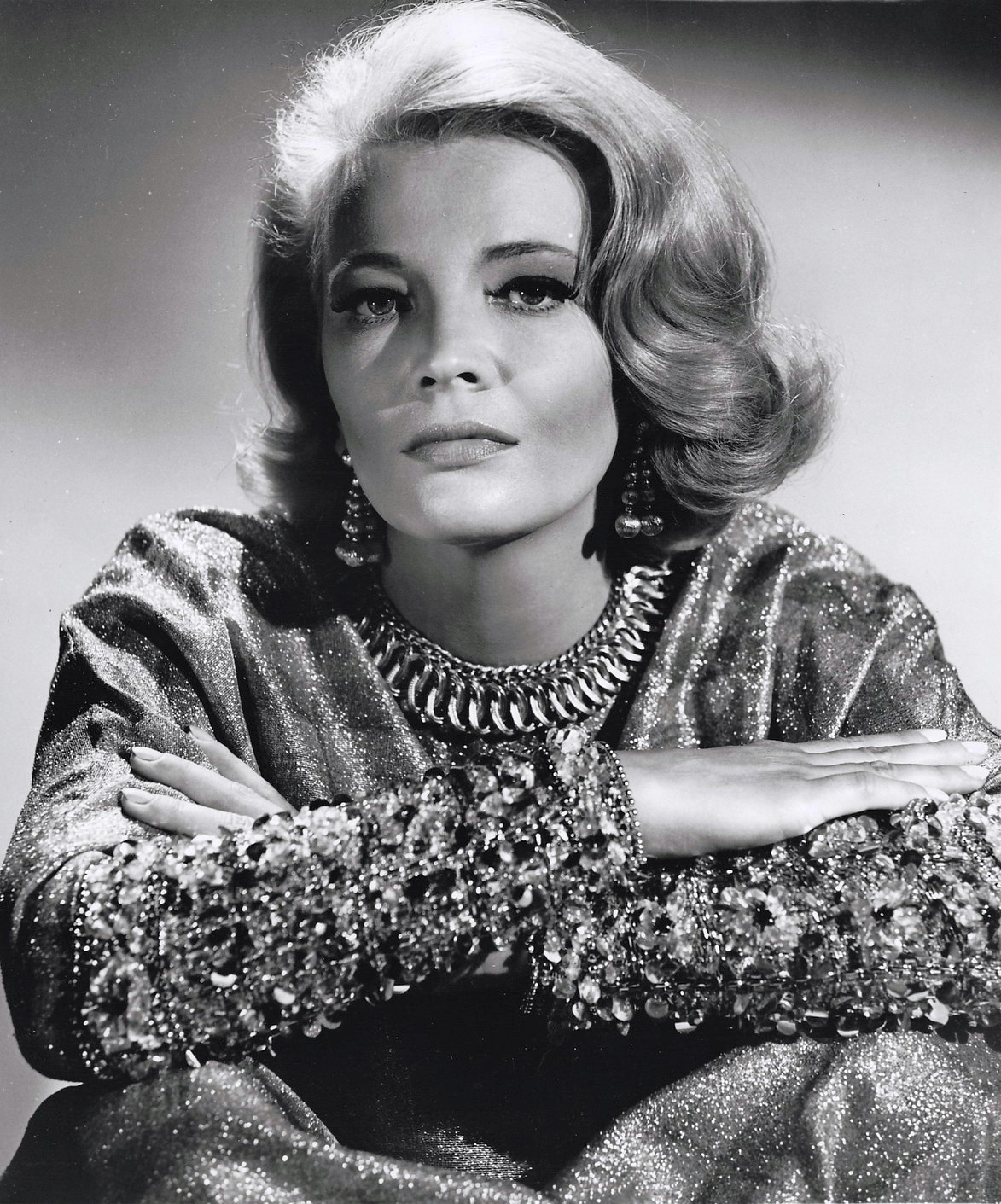
Gena Rowlands (* 1930)

- 1930: Gena Rowlands, US-amerikanische Schauspielerin
- 1931: Martin Aßmann, deutscher Bauingenieur und Unternehmer
- 1932: Pier Angeli, italienische Schauspielerin
- 1932: Zózimo, brasilianischer Fußballspieler
- 1932: Ernest Ranglin, jamaikanischer Musiker
- 1933: Robin Hahn, kanadischer Vielseitigkeitsreiter
- 1933: Aen Sauerborn, deutsche Malerin, Bildhauerin und Objektkünstlerin
- 1934: Franz Josef Bogner, deutscher Kabarettist und Schriftsteller
- 1934: Thomas Dieterich, deutscher Jurist, Richter des Bundesverfassungsgerichts, Präsident des Bundesarbeitsgerichts
- 1936: Peter Corterier, deutscher Politiker, MdB
- 1936: Shirley Goodman, US-amerikanische R&B-Sängerin
- 1936: Dušan Martinček, slowakischer Komponist, Pianist und Musikpädagoge
- 1937: André Glucksmann, französischer Philosoph
- 1937: Gerhard Zech, deutscher Physiker und Politiker

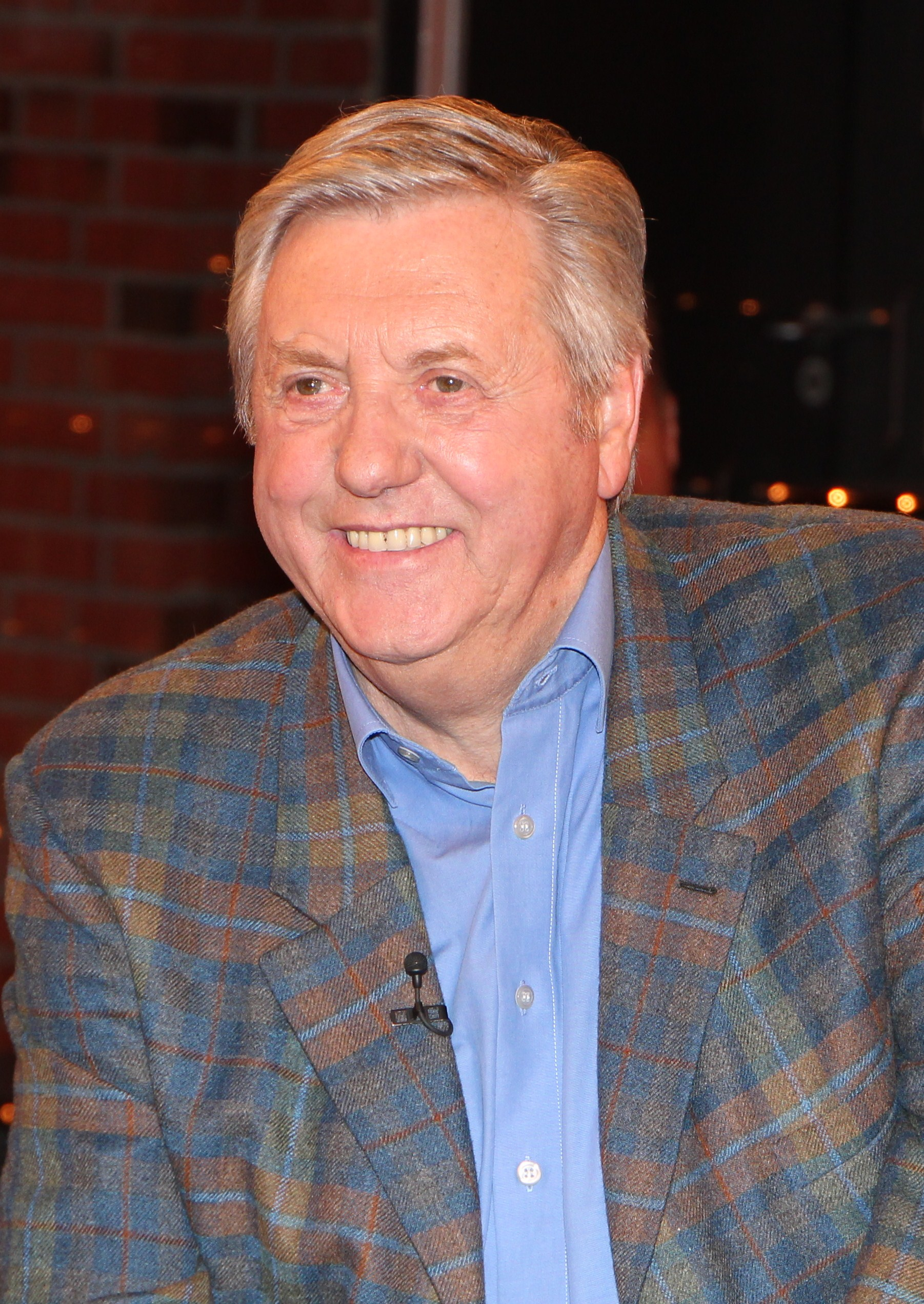
Karl Moik (* 1938)

- 1938: Karl Moik, österreichischer Fernsehmoderator und Entertainer
- 1939: Al Wilson, US-amerikanischer Musiker
- 1939: Horst Haitzinger, österreichisch-deutscher Grafiker und Karikaturist
- 1940: Rainer Langhans, deutscher Autor, Filmemacher und Schauspieler
- 1940: Shirley Muldowney, US-amerikanische Automobilrennfahrerin
- 1941: Václav Klaus, tschechischer Politiker und Wirtschaftswissenschaftler, Staatspräsident
- 1942: Muammar al-Gaddafi, libyscher Offizier und Putschist, Staatsoberhaupt, diktatorischer Revolutionsführer
- 1942: Solveig Müller, deutsche Schauspielerin
- 1943: Michael Radulescu, österreichischer Komponist, Organist und Hochschullehrer deutsch-rumänischer Herkunft
- 1944: Peter Bardens, britischer Musiker
- 1945: Aung San Suu Kyi, birmanische Politikerin, Nobelpreisträgerin
- 1945: Radovan Karadžić, bosnisch-serbischer Politiker, Präsident der serbischen Teilrepublik von Bosnien und Herzegowina, Kriegsverbrecher
- 1945: Marion Speer, US-amerikanischer Automobilrennfahrer
- 1946: Arnjolt Beer, französischer Leichtathlet aus Neukaledonien
- 1946: András Haán, ungarischer Basketballspieler, Segler und Herzchirurg
- 1946: Werner Reinke, deutscher Hörfunkmoderator
- 1947: Paula Koivuniemi, finnische Sängerin

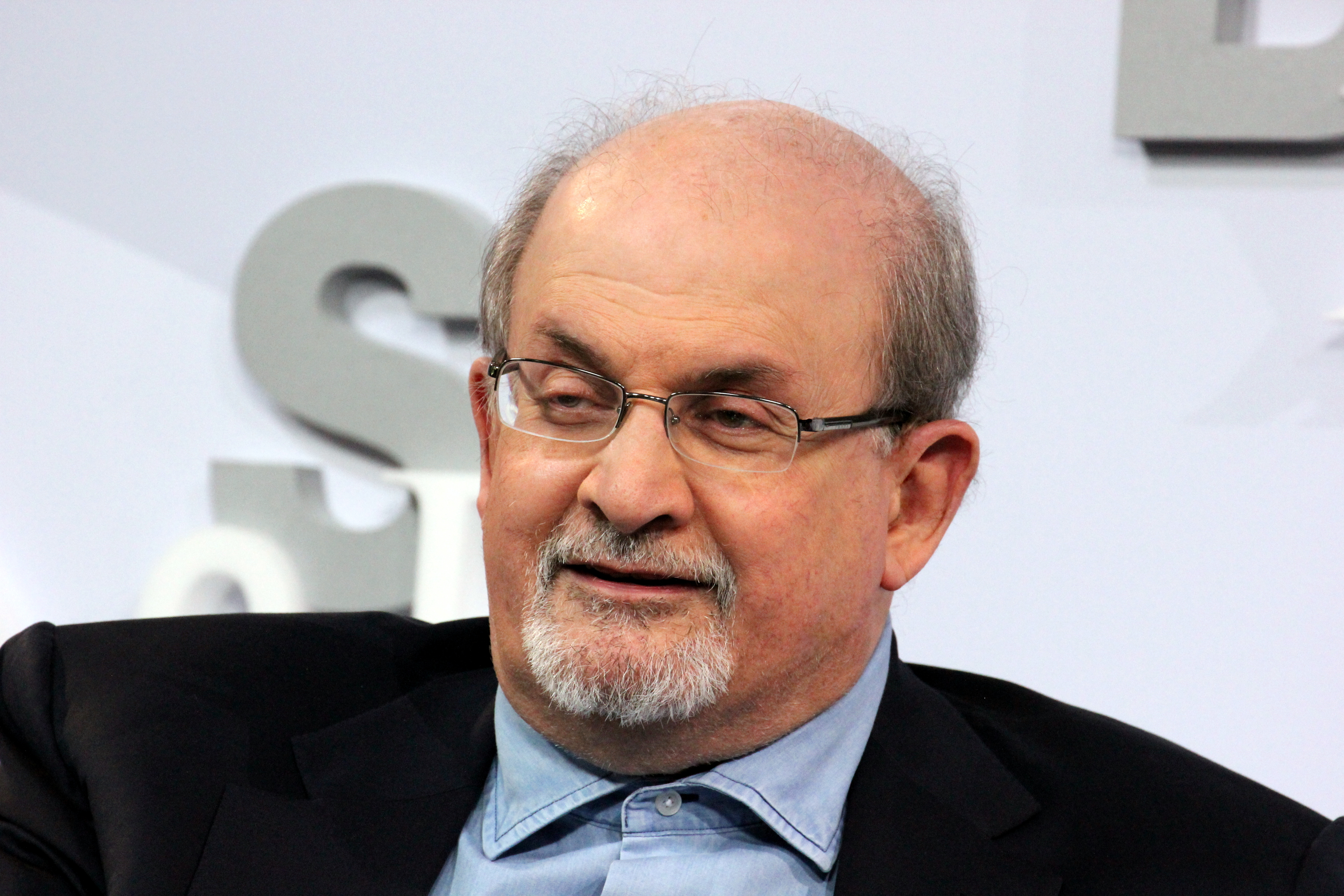
Salman Rushdie (* 1947)

- 1947: Salman Rushdie, indisch-britischer Schriftsteller
- 1948: Nick Drake, britischer Musiker, Sänger und Songschreiber
- 1948: Phylicia Rashād, US-amerikanische Schauspielerin und Sängerin
- 1948: Erik Schinegger, österreichischer Skifahrer
- 1949: John Duigan, australischer Regisseur und Drehbuchautor
- 1949: Hassan Shehata, ägyptischer Fußballtrainer
- 1950: Ann Wilson, US-amerikanische Sängerin, Komponistin und Gitarristin (Heart)

#### 1951–1975

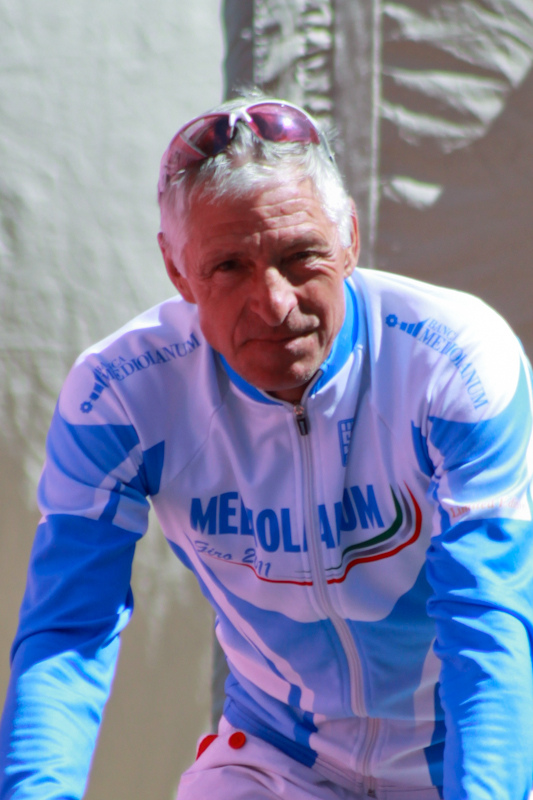
Francesco Moser (* 1951)

- 1951: Francesco Moser, italienischer Radrennfahrer
- 1952: Bob Ainsworth, britischer Politiker
- 1952: Philippe Manoury, französischer Komponist
- 1953: Jean-Michel Martin, belgischer Automobilrennfahrer
- 1953: Harald Wehmeier, deutscher Journalist und Autor
- 1954: Kathleen Turner, US-amerikanische Schauspielerin
- 1956: Doug Stone, US-amerikanischer Country-Musiker
- 1957: Elke Altmann, deutsche Politikerin, MdL

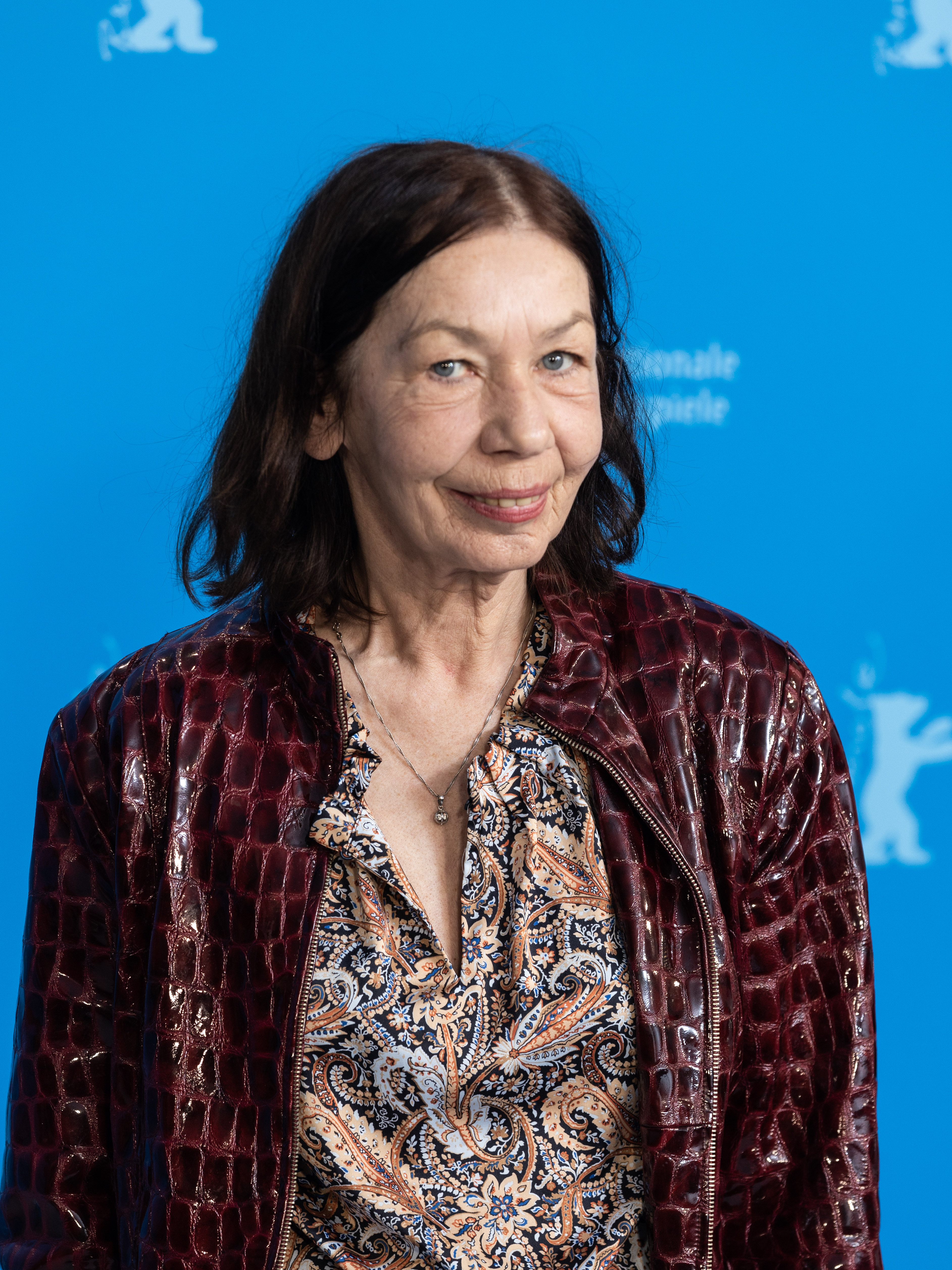
Susanne Bredehöft (* 1957)

- 1957: Susanne Bredehöft, deutsche Schauspielerin
- 1957: Anna Lindh, schwedische Politikerin
- 1957: Susana López Charretón, mexikanische Virologin
- 1957: Rainer Rubbert, deutscher Komponist
- 1958ː Eva Lux, deutsche Politikerin, MdL
- 1958: Sergei Michailowitsch Makarow, erster sowjetischer Eishockeyspieler in der NHL
- 1959: Linda Rocco, US-amerikanische Sängerin

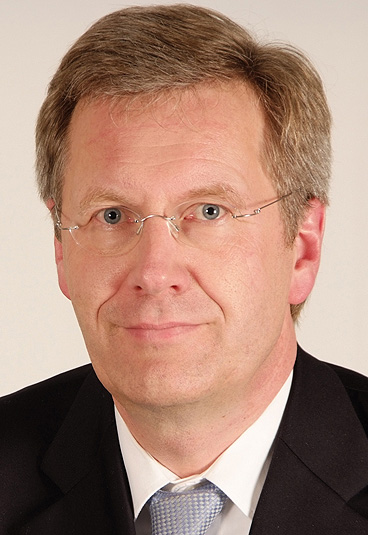
Christian Wulff (* 1959)

- 1959: Christian Wulff, deutscher Bundespräsident
- 1960: Raúl Vicente Amarilla, paraguayischer Fußballspieler und -trainer
- 1961: Bidhya Devi Bhandari, Präsidentin von Nepal
- 1962: Paula Abdul, US-amerikanische Sängerin
- 1962: Renate Loll, deutsche theoretische Physikerin
- 1963: Regina Ammann, Schweizer Politikerin
- 1963: Jean-Paul Cottret, französischer Rallye-Copilot
- 1963: Laura Ingraham, US-amerikanische Fernseh- und Radiomoderatorin
- 1963: Christof Kurzmann, österreichischer Jazz- und Improvisationsmusiker
- 1963: Simon Wright, britischer Rockmusiker
- 1964: Reinhard Amann, deutscher Geschwindigkeitsskifahrer
- 1964: Bill Barretta, US-amerikanischer Puppenspieler, Schauspieler, Filmproduzent, Filmregisseur und Drehbuchautor
- 1964: Ivo-Alexander Beck, deutscher Filmproduzent
- 1964: Andreas Colli, italienischer Politiker
- 1964: Teresa Hohenlohe, österreichische Galeristin
- 1964: Carsten Hütter, deutscher Politiker
- 1964: Boris Johnson, britischer Politiker
- 1964: Marianne Kneuer, deutsche Politikwissenschaftlerin
- 1964: Claudia Knichel, deutsche Schauspielerin
- 1964: Kid Loco, französischer Musiker und Produzent
- 1964: Andreas Lütkefels, deutscher Ruderer
- 1964: Franz-Josef Overbeck, deutscher Bischof
- 1964: Kevin Schwantz, US-amerikanischer Motorradrennfahrer
- 1964: Henk Vogels, niederländischer Bogenschütze
- 1965: Sabine Braun, deutsche Leichtathletin

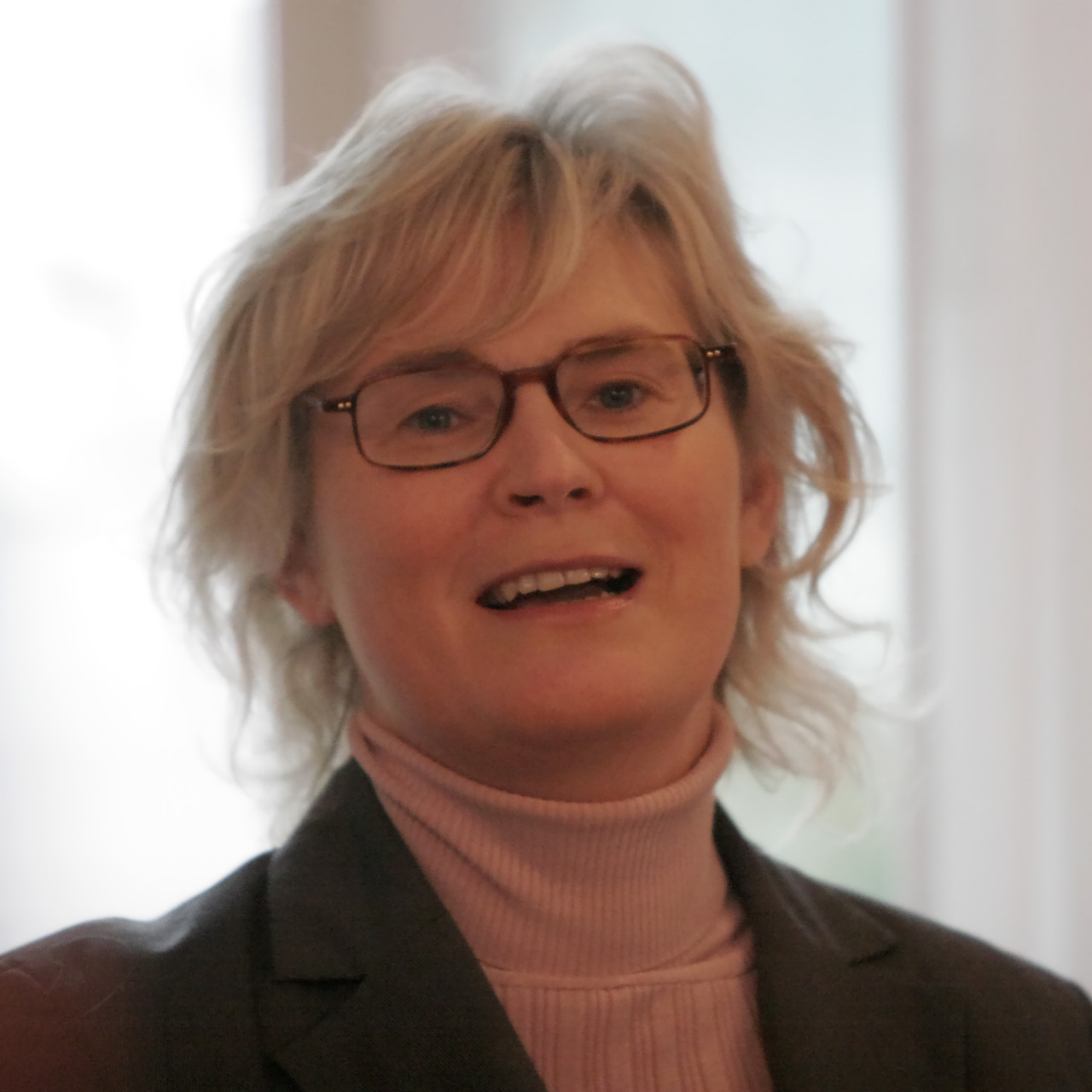
Christine Lambrecht (* 1965)

- 1965: Christine Lambrecht, deutsche Politikerin
- 1965: Edward Pimental, US-amerikanischer Soldat, Mordopfer der RAF
- 1966: Silje Nergaard, norwegische Jazzsängerin
- 1966: Milena Pires, osttimoresische Politikerin
- 1967: Bjørn Dæhlie, norwegischer Skilangläufer
- 1967: Andrew Tosh, jamaikanischer Reggaemusiker
- 1968: John Hollenbeck, US-amerikanischer Jazzschlagzeuger
- 1968: Ulrich Mählert, deutscher Zeithistoriker
- 1969: Thanh Lam, vietnamesische Sängerin
- 1970: Alberto Angulo, spanischer Basketballspieler, -trainer und -funktionär
- 1970ː Monica Bonfanti, Schweizer Polizistin
- 1970: Rahul Gandhi, indischer Politiker, Mitglied des Parlaments
- 1970: Brian Welch, US-amerikanischer Gitarrist

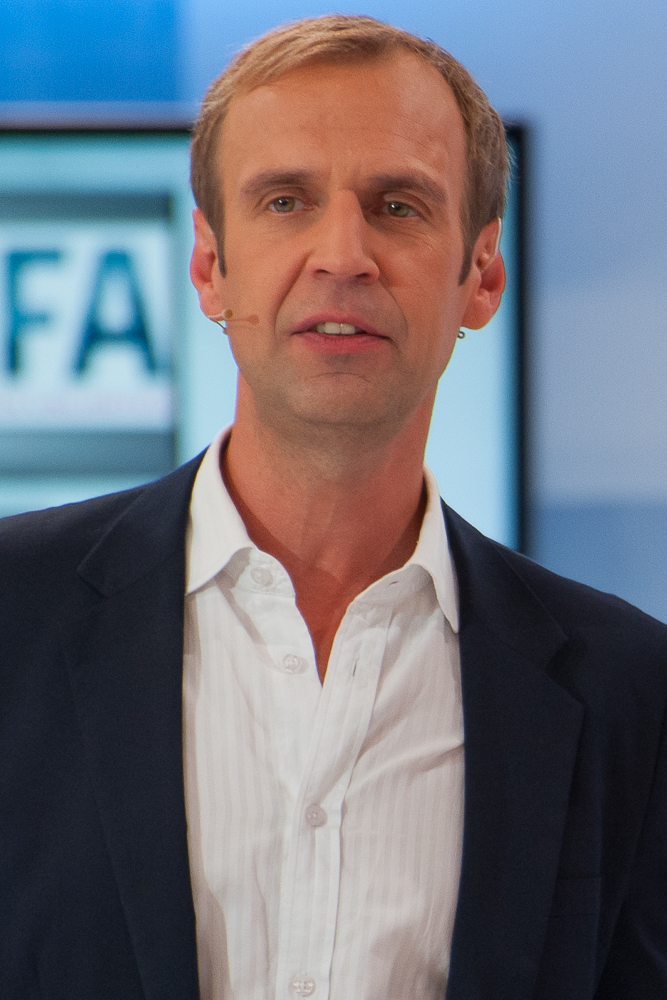
Torsten Knippertz (* 1970)

- 1970: Torsten Knippertz, deutscher Schauspieler und Moderator
- 1971: Christopher Peter Armstrong, englischer Fußballspieler
- 1971: Jürgen Trimborn, deutscher Schriftsteller und Biograph
- 1971: Alan van Sprang, kanadischer Schauspieler
- 1972: Jean Dujardin, französischer Schauspieler, Oscar-Preisträger
- 1972: Christian Kahrmann, deutscher Schauspieler und Gastronom
- 1972: Robin Tunney, US-amerikanische Schauspielerin
- 1973: Armen Avanessian, österreichischer Philosoph, Literaturwissenschaftler und politischer Theoretiker
- 1973: Fabian Jacobi, deutscher Jurist und Politiker
- 1974: Bülent Ataman, türkischer Fußballspieler
- 1974ː Jennifer Siebel, US-amerikanische Schauspielerin
- 1975: Tauno Aints, estnischer Komponist und Musiker
- 1975: Tom Cloet, belgischer Automobilrennfahrer
- 1975: Mohammed Gargo, ghanaischer Fußballspieler

#### 1976–2000
- 1976: Antonia von Romatowski, deutsche Schauspielerin, Synchronsprecherin, Parodistin und Komikerin
- 1976: Richard Ussher, neuseeländischer Triathlet
- 1977: Maria Cioncan, rumänische Mittelstreckenläuferin, Olympiamedaillengewinner
- 1977: Veronika Vařeková, tschechisches Model
- 1977: Urška Klakočar Zupančič, slowenische Juristin und Politikerin
- 1978: Mía Maestro, argentinische Schauspielerin und Sängerin

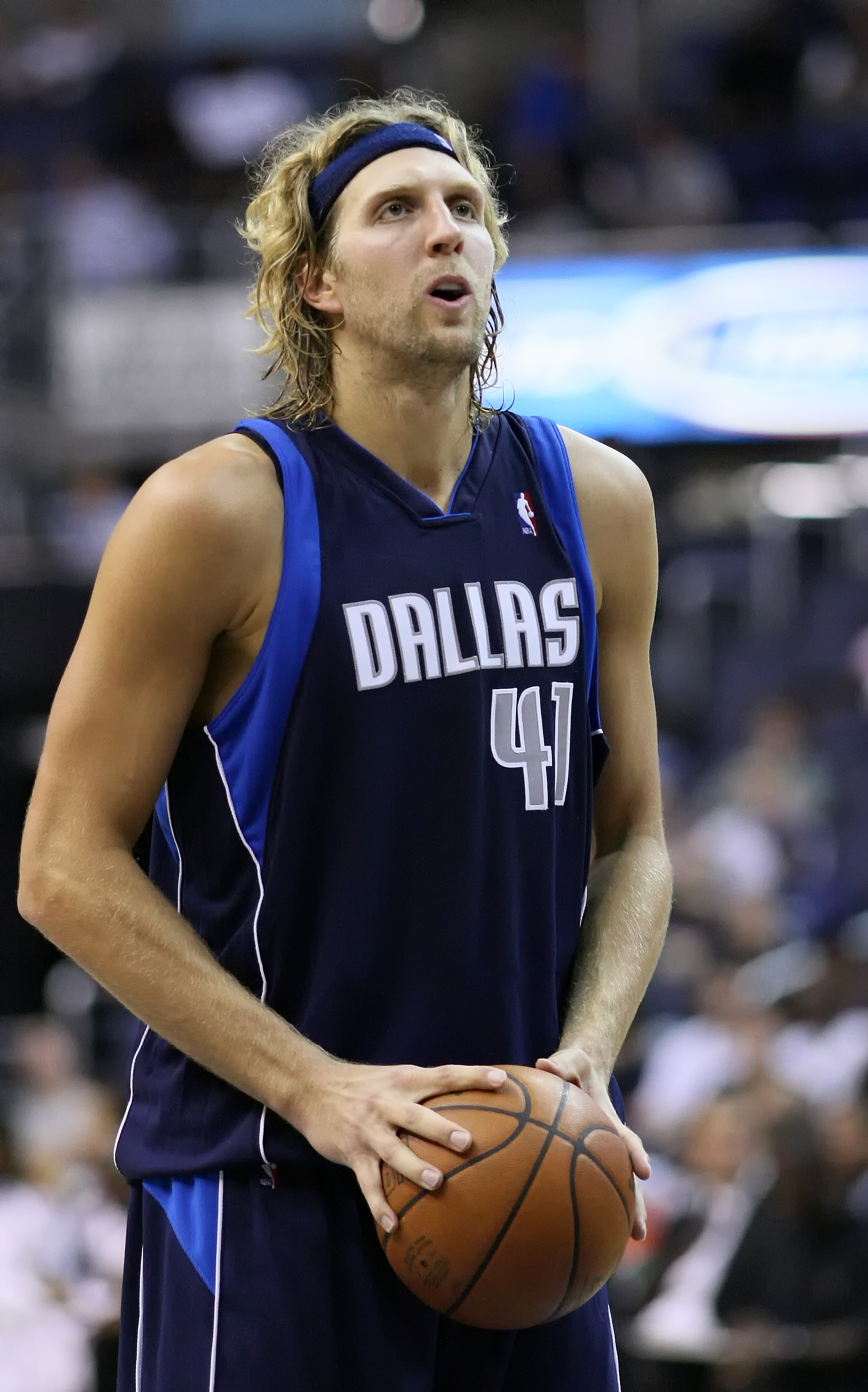
Dirk Nowitzki (* 1978)

- 1978: Dirk Nowitzki, deutscher Basketballspieler
- 1978: Marina Owsjannikowa, russische Fernsehredakteurin und Aktivistin
- 1978: Zoe Saldana, US-amerikanische Schauspielerin und Filmproduzentin
- 1979: Moonika Aava, estnische Speerwerferin
- 1979: Monika Medek, österreichische Opern- und Konzertsängerin (Sopran)

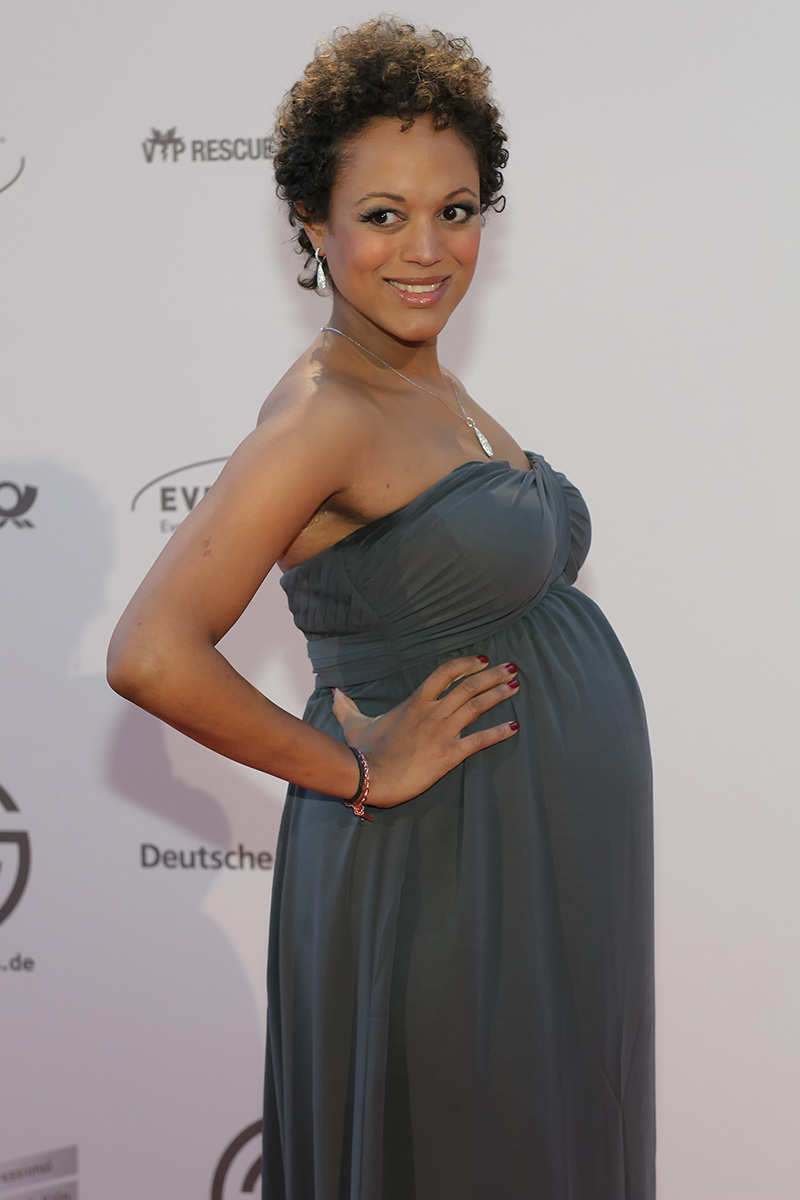
Milka Loff Fernandes (* 1980)

- 1980: Milka Loff Fernandes, deutsche Fernsehmoderatorin und Schauspielerin
- 1980: Robbie Neilson, schottischer Fußballspieler
- 1981: Martin Abadir, österreichischer Handballspieler
- 1981: Răzvan Pădurețu, rumänischer Fußballspieler
- 1982: Matthias Holst, deutscher Fußballspieler
- 1982: Chris Vermeulen, australischer Motorradrennfahrer, Weltmeister
- 1983: Seraphina Kalze, deutsche Fernsehmoderatorin und Sängerin

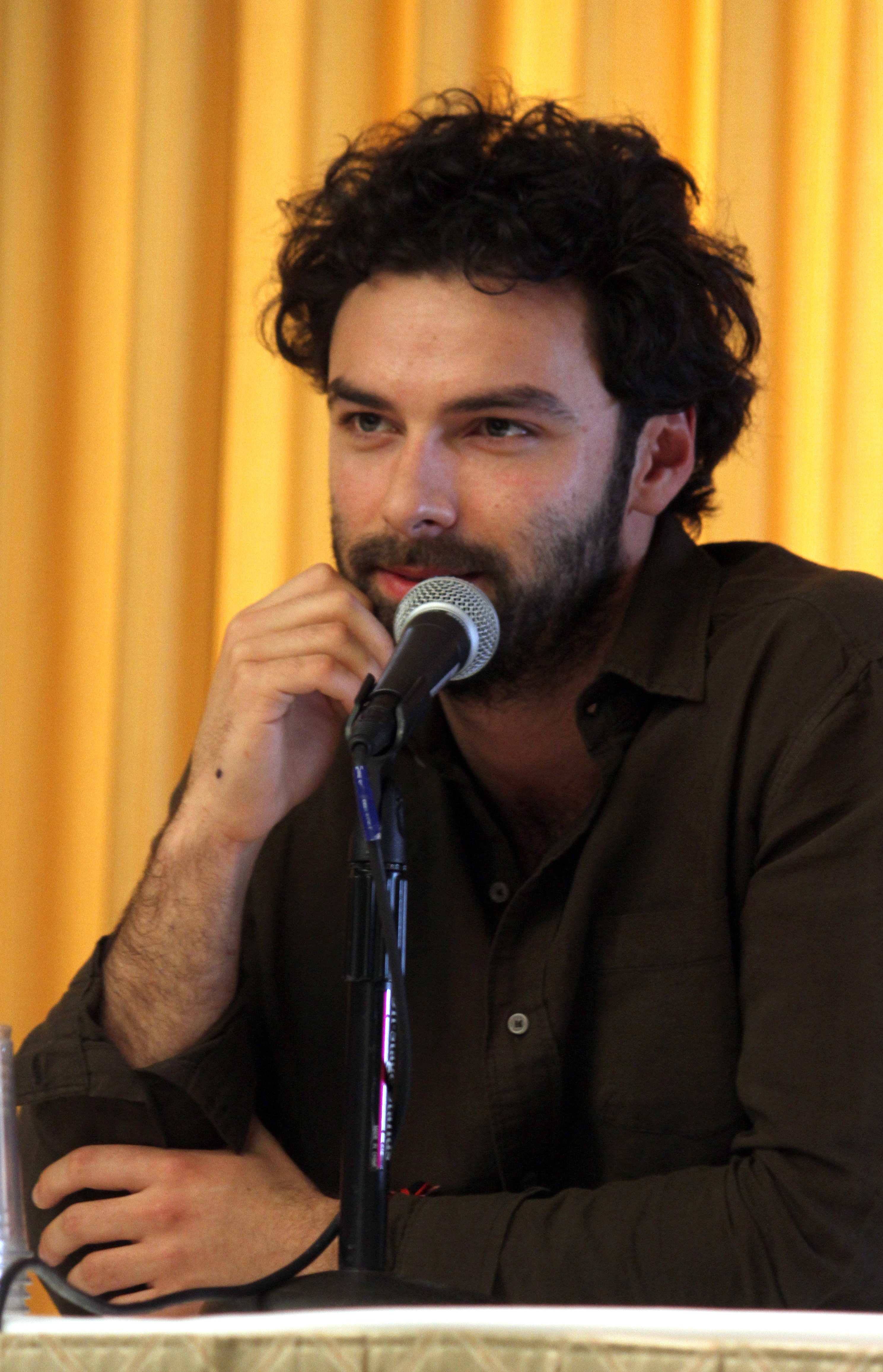
Aidan Turner (* 1983)

- 1983: Aidan Turner, irischer Schauspieler
- 1983: Macklemore, US-amerikanischer Rapper
- 1983: Milan Petržela, tschechischer Fußballspieler
- 1984: Mateus Galiano da Costa, angolanischer Fußballspieler
- 1985: José Ernesto Sosa, argentinischer Fußballspieler
- 1985ː Dire Tune, äthiopische Langstreckenläuferin
- 1986: Martin Kobras, österreichischer Fußballspieler
- 1986: Ragnar Sigurðsson, isländischer Fußballspieler
- 1986: Marie Dorin-Habert, französische Biathletin, Olympiamedaillengewinnerin
- 1987: Joaquín Boghossian, uruguayischer Fußballspieler
- 1987: Sacha Modolo, italienischer Straßenradrennfahrer
- 1988: Danylo Besuhlow, ukrainischer Billardspieler
- 1988: Marcella Deen, niederländische Handballspielerin
- 1988: Jacob deGrom, US-amerikanischer Baseballspieler
- 1989: Stephan Hampel, deutscher Handballspieler
- 1989: Oksana Masters, US-amerikanische Pararuderin, Paraskifahrerin und Parabiathletin und Pararennradfahrerin
- 1989: Thomas Thurnbichler, österreichischer Skispringer
- 1990: Xenija Walentinowna Lykina, russische Tennisspielerin
- 1990: Brodie Mooy, australischer Fußballspieler
- 1990: Gerrit Pressel, deutscher Fußballspieler
- 1991: Maria Belimbasaki, griechische Sprinterin

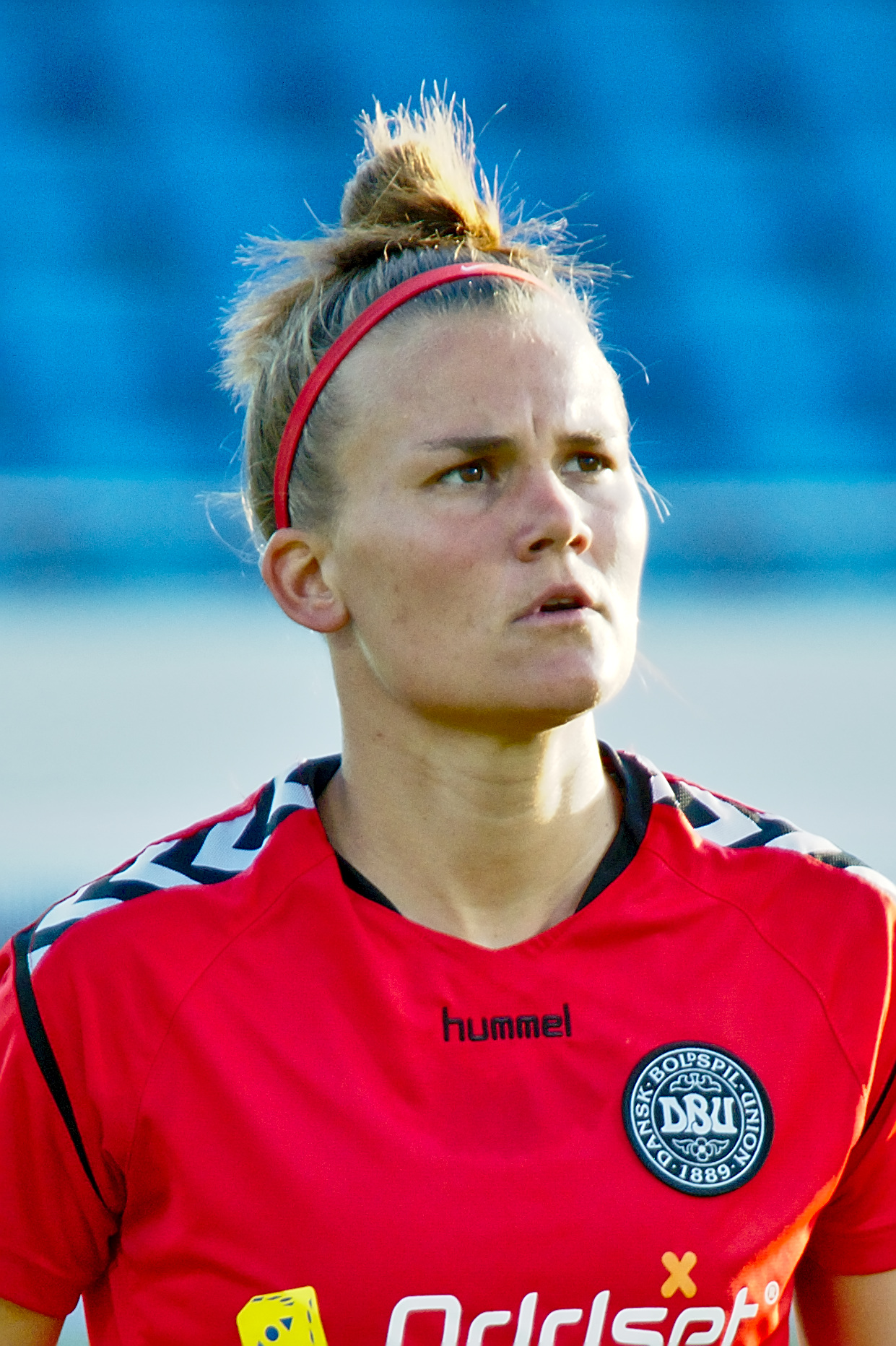
Katrine Veje (* 1991)

- 1991: Katrine Veje, dänische Fußballspielerin
- 1992: Carlos Ascues, peruanischer Fußballspieler
- 1992: Andrea Pizzitola, französischer Automobilrennfahrer
- 1992: Lea Wolfram, deutsche Schauspielerin
- 1992: Johannes Wurtz, deutscher Fußballspieler
- 1995: Joseph Noteboom, US-amerikanischer American-Football-Spieler
- 1995: Blake Woodruff, US-amerikanischer Schauspieler
- 1996: Larisa Iordache, rumänische Kunstturnerin
- 1996: Lorenzo Pellegrini, italienischer Fußballspieler
- 1997: Witalij Pazura, ukrainischer Poolbillardspieler
- 1997: Sheyi Ojo, englischer Fußballspieler
- 1997ː Serra Pirinç, türkische Schauspielerin
- 1997: Malaya Stern Takeda, US-amerikanisch-japanische Schauspielerin
- 1998: Atticus Shaffer, US-amerikanischer Schauspieler
- 1998: Bastian Strietzel, deutscher Fußballspieler
- 2000ː Reema Ahmed Abdullah, ägyptische Diskuswerferin
- 2000: Sydney Lohmann, deutsche Fußballspielerin

### 21. Jahrhundert
- 2001: Momodou Bojang, gambischer Fußballspieler
- 2002: Tim Torn Teutenberg, deutscher Radsportler

## Gestorben

### Vor dem 16. Jahrhundert
- 1027: Romuald, italienischer Ordensgründer der Kamaldulenser
- 1054: Lambert II., Graf von Löwen
- 1113: Odo, Bischof von Cambrai
- 1160: Sizzo III., Graf von Schwarzburg-Kevernburg
- 1194: Sigelo, Protonotar und Kanzler Heinrichs VI.
- 1213: Eleonore von Vermandois, Gräfin von Beaumont-sur-Oise und Saint-Quentin sowie Herrin von Valois
- 1226: Agnes von Bar, Herzogin von Lothringen
- 1248: Otto VIII., Herzog von Meranien und Pfalzgraf von Burgund

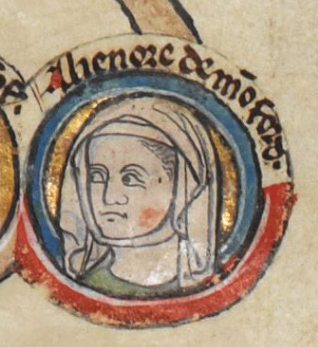
Eleanor Montfort († 1282)

- 1282: Eleanor de Montfort, englische Adelige
- 1303: Mechtild von Isenburg, Äbtissin im Stift Nottuln
- 1312: Piers Gaveston, Regent in Irland
- 1340: Bonagratia von Bergamo, italienischer Franziskaner, Jurist und Politiker
- 1341: Juliana von Falconieri, Ordensgründerin der Servitinnen
- 1500: Edmund Tudor, 1. Duke of Somerset, dritter Sohn von Heinrich VII. von England

### 16. bis 18. Jahrhundert
- 1504: Bernhard Walther, Nürnberger Astronom, Humanist und Kaufmann
- 1524: Niccolò Leoniceno, italienischer Arzt, Medizinschriftsteller, Philosoph, Grammatiker und Humanist
- 1542: Leo Jud, Schweizer Reformator
- 1554: Sixtus Birck, deutscher Dramatiker und Kirchenliederdichter
- 1554: Philipp II., Graf von Nassau-Saarbrücken
- 1565: Wolfgang Lazius, deutscher Humanist, Historiker, Kartograf und Arzt
- 1567: Anna, Prinzessin von Brandenburg Heirat Herzogin zu Mecklenburg
- 1583: Lorenzo Suárez de Mendoza, spanischer Kolonialverwalter und Vizekönig von Neuspanien
- 1585: Francisco de Holanda, portugiesischer Maler, Architekt, Antiquar, Historiker und Kunsttheoretiker
- 1608: Johannes Pistorius der Jüngere (Niddanus), deutscher Arzt, Historiker, katholischer Theologe und Politiker
- 1646: Elisabeth zur Lippe, Äbtissin im Stift Freckenhorst
- 1646: Rudolph von Schmertzing, Kriegskommissar des Erzgebirgischen Kreises und Unternehmer
- 1650: Simon Philipp zur Lippe, Landesherr der Grafschaft Lippe

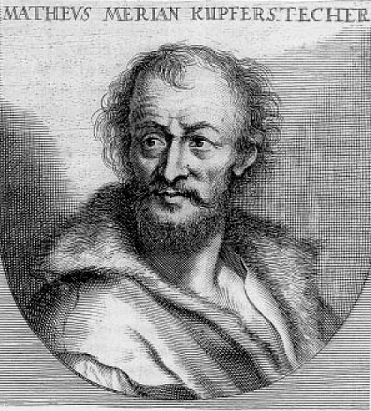
Matthäus Merian († 1650)

- 1650: Matthäus Merian, schweizerisch-deutscher Kupferstecher und Verleger
- 1652: Louis De Geer, niederländischer Kaufmann und Industrieller
- 1656: Hempo von dem Knesebeck, altmärkischer Landeshauptmann
- 1661: Christoph Gerdes, Lübecker Bürgermeister
- 1667: Anton Günther, Reichsgraf von Oldenburg und Delmenhorst
- 1701: August zu Lippe-Brake, Feldmarschall und Geheimer Kriegsrat von Hessen-Kassel und Landkomtur der Ballei Hessen des Deutschen Ordens
- 1714: Christian Juncker, sächsischer Historiograph und Schriftsteller
- 1716: Tokugawa Ietsugu, 7. Shōgun der Edo-Zeit in Japan
- 1720: Robert Knox, englischer Seefahrer
- 1732: Adam Franz Fürst von Schwarzenberg, böhmischer Adeliger und österreichischer Obersthofmarschall
- 1747: Jakob Benzelius, schwedischer lutherischer Theologe und Erzbischof von Uppsala
- 1747: Alessandro Marcello, italienischer Dichter, Komponist und Philosoph

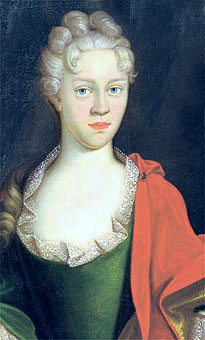
Erdmuthe Dorothea von Zinzendorf († 1756)

- 1756: Erdmuthe Dorothea von Zinzendorf, deutsche Gräfin, Pietistin und Kirchenliederdichterin
- 1765: Johann Christoph Rost, sächsischer Dichter
- 1768: Benjamin Tasker, britischer Kolonialgouverneur von Maryland
- 1778: Francesca Cuzzoni, italienische Opernsängerin
- 1780: Odano Naotake, japanischer Maler
- 1794: Richard Henry Lee, Präsident des amerikanischen Kontinentalkongresses
- 1794: Ildephons Schwarz, deutscher katholischer Theologe
- 1799: Sophie Amalie Karoline, Fürstin von Hohenlohe-Neuenstein zu Oehringen

### 19. Jahrhundert
- 1808: Alexander Dalrymple, britischer Geograph
- 1810: Richard Luke Concanen, erster römisch-katholischer Bischof von New York
- 1811: Samuel Chase, einer der Gründerväter der USA
- 1813: Heinrich Ludwig Willibald Barckhausen, preußischer Jurist und Stadtpräsident von Halle
- 1813: Johann Christoph Rincklake, deutscher Porträtmaler der Romantik
- 1820: Joseph Banks, britischer Naturforscher
- 1821: Peter Ochs, Schweizer Politiker
- 1826ː Elsa Fougt, schwedische Redakteurin, Journalistin und Druckerin
- 1832: Samuel John Galton, britischer Waffenproduzent und Bankier
- 1840: John Cockerill, belgischer Industrieller britischer Herkunft, einer der Wegbereiter der Industrialisierung Belgiens
- 1840: Pierre-Joseph Redouté, französischer Maler
- 1854: Heinrich LXII., Fürst Reuß jüngere Linie
- 1857: Friedrich Krafft, deutscher Politiker
- 1865: Evangelos Zappas, griechischer Kaufmann und Mäzen
- 1867: Maximilian I., österreichischer Erzherzog, Kaiser von Mexiko

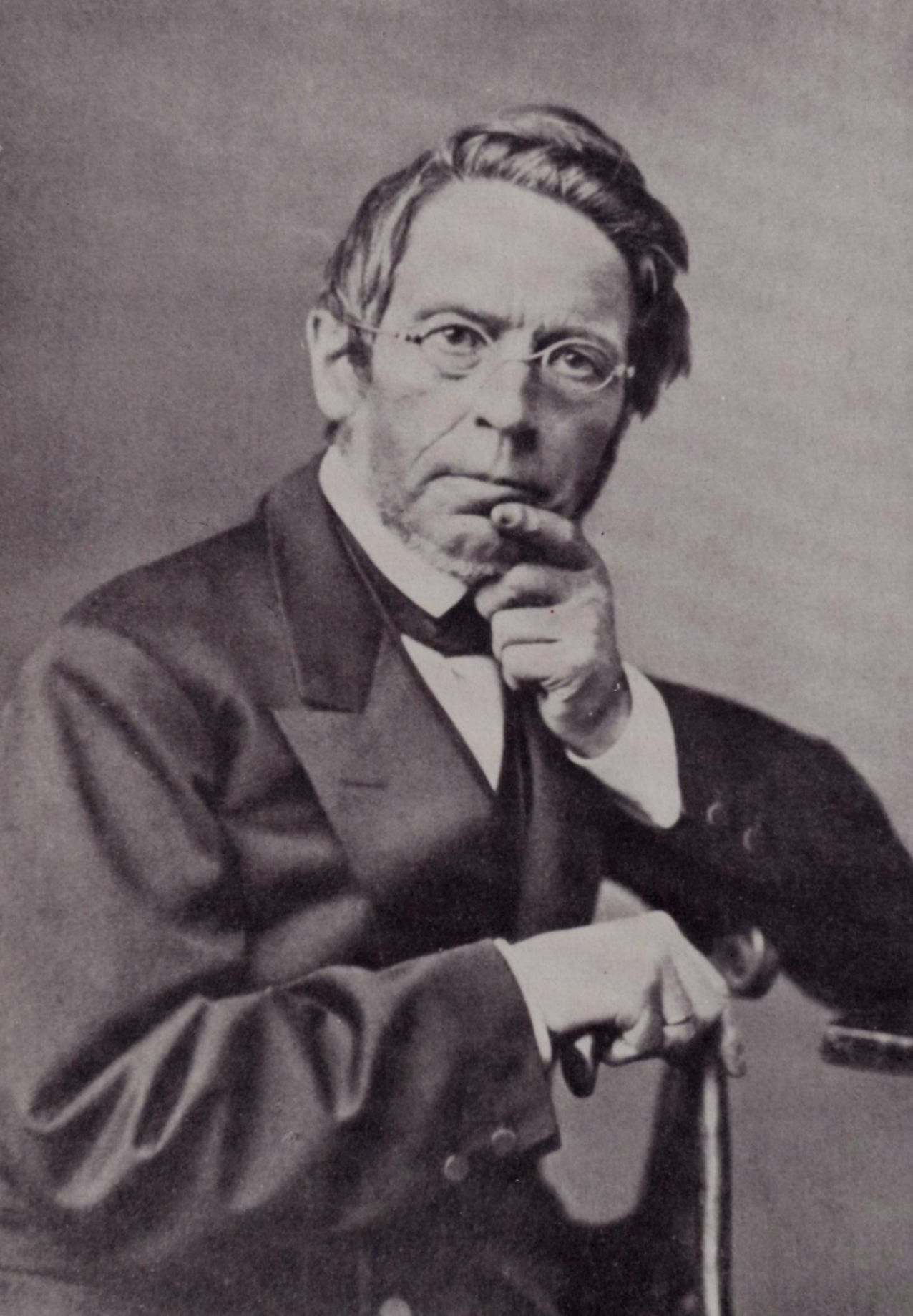
Johann Gustav Droysen († 1884)

- 1884: Johann Gustav Droysen, deutscher Historiker, Mitglied der Frankfurter Nationalversammlung
- 1890: Heinrich Wilhelm Stoll, deutscher Altphilologe
- 1894: Karl Roth von Schreckenstein, deutscher Historiker, Schriftsteller und Archivar
- 1895: Heinrich Ludwig Banck, deutscher Bankier und Kaufmann
- 1896: Wilhelm Schlesinger, österreichischer Mediziner und Schriftsteller
- 1897: Charles Cunningham Boycott, britischer Gutsverwalter in Irland
- 1900ː Josephine von Baden, Prinzessin von Baden, durch Heirat Fürstin von Hohenzollern-Sigmaringen

### 20. Jahrhundert

#### 1901–1950

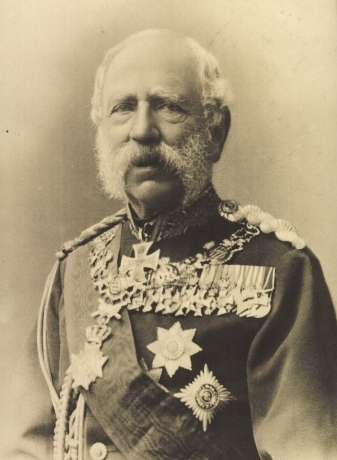
Albert I. († 1902)

- 1902: Albert I., König von Sachsen
- 1902: John Emerich Edward Dalberg-Acton, 1. Baron Acton, britischer Historiker, Journalist und Kirchenkritiker
- 1903: Herbert Vaughan, britischer Erzbischof von Westminster, Ordensgründer und Kardinal
- 1907: Georges Edouard Godet, Schweizer evangelischer Geistlicher und Hochschullehrer
- 1914: Jakob Buser, Schweizer Bankdirektor und Politiker
- 1915: Sergei Iwanowitsch Tanejew, russischer Komponist
- 1917ː Wilhelmina Lagerholm, schwedische Porträt- und Genremalerin sowie Fotografin
- 1918: Francesco Baracca, italienischer Jagdflieger
- 1922: Fritz Arnheim, deutscher Historiker
- 1924: Karl Gerstein, deutscher Jurist, Verwaltungsbeamter, Kommunalpolitiker und Wirtschaftsmanager

Lavinia Schulz († 1924)

- 1924: Lavinia Schulz, deutsche expressionistische Schauspielerin und Maskentänzerin
- 1927: Elsa Schiemann, deutsche Malerin, Kunsthandwerkerin und Orientreisende
- 1931: Freddie Hicks, britischer Motorradrennfahrer
- 1932: Sol Plaatje, südafrikanischer Linguist und Journalist, Schriftsteller und Staatsmann
- 1933: Walter Friedrich August Arnold, deutscher Politiker
- 1936: Toni Babl, deutscher Motorradrennfahrer
- 1937: J. M. Barrie, britischer Schriftsteller und Dramatiker aus Schottland (Peter Pan)

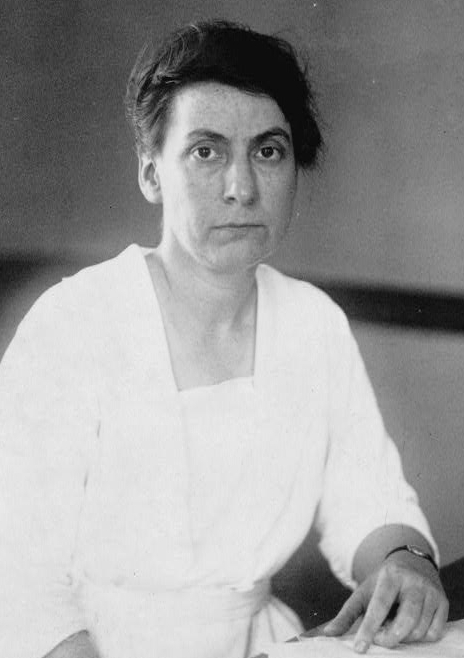
Grace Abbott († 1939)

- 1939: Grace Abbott, US-amerikanische Sozialreformerin, Kinderrechtlerin und Hochschullehrerin
- 1939: Emilio Villoresi, italienischer Automobilrennfahrer
- 1940: Pete Henderson, kanadischer Automobilrennfahrer
- 1940: Maurice Jaubert, französischer Komponist
- 1940: Attilio Marinoni, italienischer Automobilrennfahrer
- 1944: Lilli Jahn, deutsche Ärztin, Briefautorin, Opfer des Holocaust
- 1949: Weiß Ferdl, deutscher Volkssänger und -schauspieler

#### 1951–2000
- 1951: Albert Bertelin, französischer Komponist
- 1953: Ethel und Julius Rosenberg, wegen Spionage verurteiltes und hingerichtetes US-amerikanisches Ehepaar
- 1956: Wladimir Afanassjewitsch Obrutschew, sowjetischer Geologe, Geograph und Schriftsteller
- 1956: Lulu von Strauß und Torney, deutsche Dichterin und Schriftstellerin

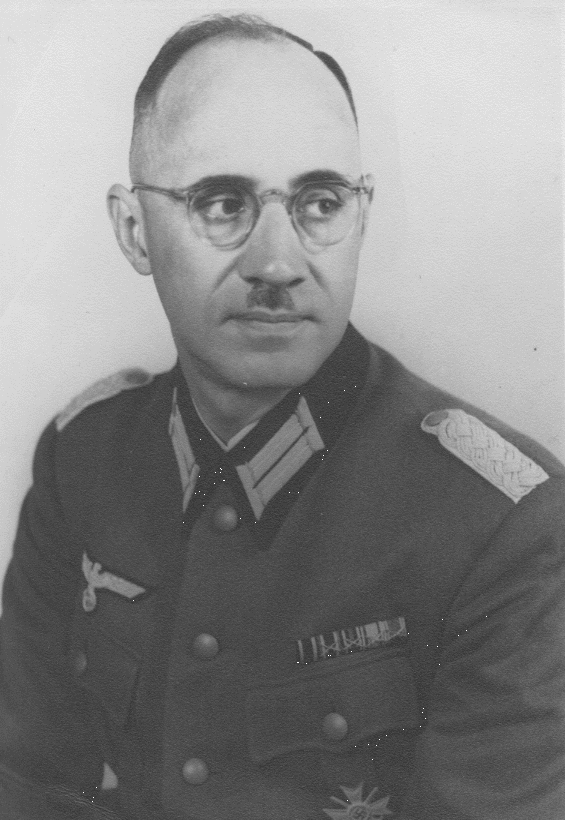
Karl Plagge († 1957)

- 1957: Karl Plagge, deutscher Offizier und Judenretter, Gerechter unter den Völkern
- 1960: Chris Bristow, englischer Automobilrennfahrer
- 1960: Jimmy Bryan, US-amerikanischer Automobilrennfahrer
- 1962: Jan Adamus, polnischer Historiker
- 1962: Frank Borzage, US-amerikanischer Filmregisseur
- 1963: Eleuterio Riccardi, italienischer Maler und Bildhauer
- 1964: Hans Moser, österreichischer Schauspieler
- 1964: Heinrich Quiring, deutscher Geologe und Paläontologe
- 1965: Franz Kruckenberg, deutscher Ingenieur und Konstrukteur
- 1966: Walter Amstalden, Schweizer Politiker und Rechtsanwalt
- 1966: Marjan Kozina, slowenischer Komponist
- 1967: Giuseppe Hess, italienischer Jurist, Fußballspieler und Sportfunktionär
- 1969: Natalie Talmadge, US-amerikanische Schauspielerin
- 1971: Heinrich Ritzel, deutscher Politiker, MdL, MdR, MdB
- 1972ː Elisabeth Scott, britische Architektin

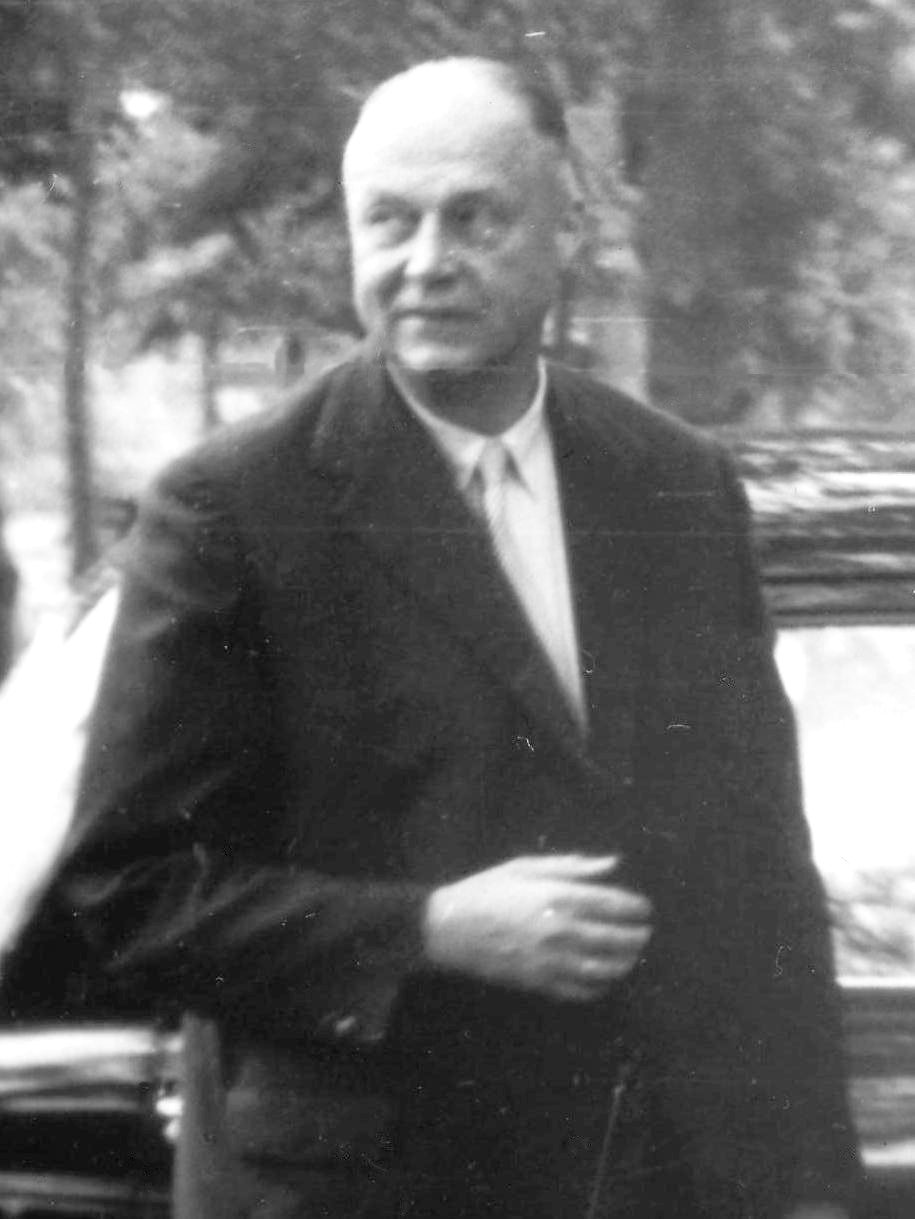
Friedrich-Wilhelm Krummacher († 1974)

- 1974: Friedrich-Wilhelm Krummacher, Bischof der Pommerschen Evangelischen Kirche
- 1975: Omar del Carlo, argentinischer Dramatiker
- 1975: David Käbisch, deutscher evangelischer Theologe und Religionspädagoge
- 1977: Geraldine Brooks, US-amerikanische Schauspielerin
- 1977: Ali Schariati, iranischer Soziologe und Intellektueller
- 1978ː Friderica Derra de Moroda, österreichisch-britische Tänzerin, Tanzpädagogin, Tanzwissenschaftlerin
- 1980: Georges Hugon, französischer Komponist

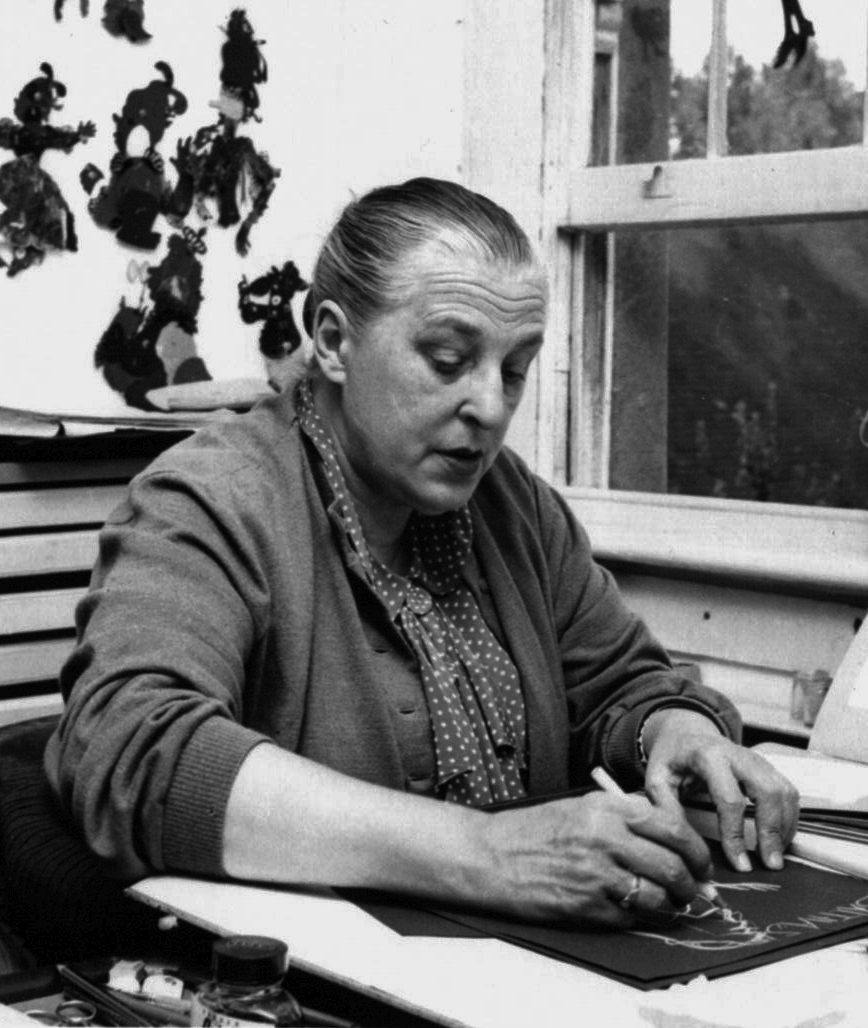
Lotte Reiniger († 1981)

- 1981: Lotte Reiniger, deutsche Scherenschneiderin, Silhouetten-Animationsfilmerin und Buchillustratorin
- 1982: Veronica Grace Boland, US-amerikanische Politikerin

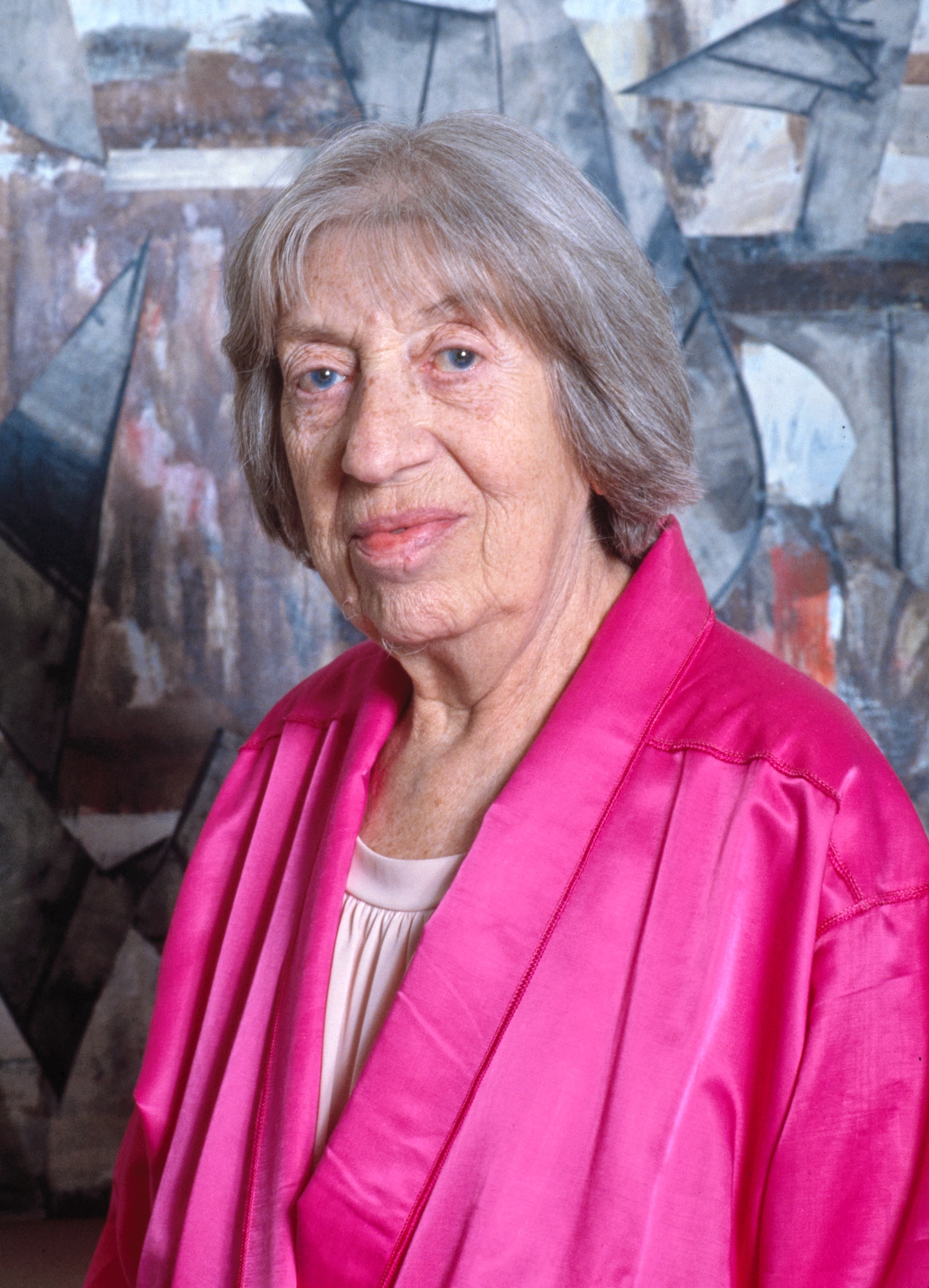
Lee Krasner († 1984)

- 1984: Lee Krasner, US-amerikanische Malerin
- 1984: Wladimir Rudolfowitsch Vogel, Schweizer Komponist deutsch-russischer Herkunft
- 1986: Hellmut Arnold, deutscher Geologe und Paläontologe
- 1986: Coluche, französischer Filmschauspieler und Komiker
- 1986: Len Bias, US-amerikanischer Basketballspieler
- 1988: Aaly Tokombajew, kirgisischer Dichter
- 1989: Dieter Aderhold, deutscher Hochschullehrer und Politiker
- 1989: Walter Hulverscheidt, deutscher Forstmann und Autor
- 1990: Hillevi Svedberg, schwedische Architektin
- 1991: Jean Arthur, US-amerikanische Schauspielerin
- 1991: Michael Westphal, deutscher Tennisspieler
- 1992: Kathleen McKane Godfree, englische Tennisspielerin
- 1993: Helmut Fath, deutscher Motorradrennfahrer und -konstrukteur

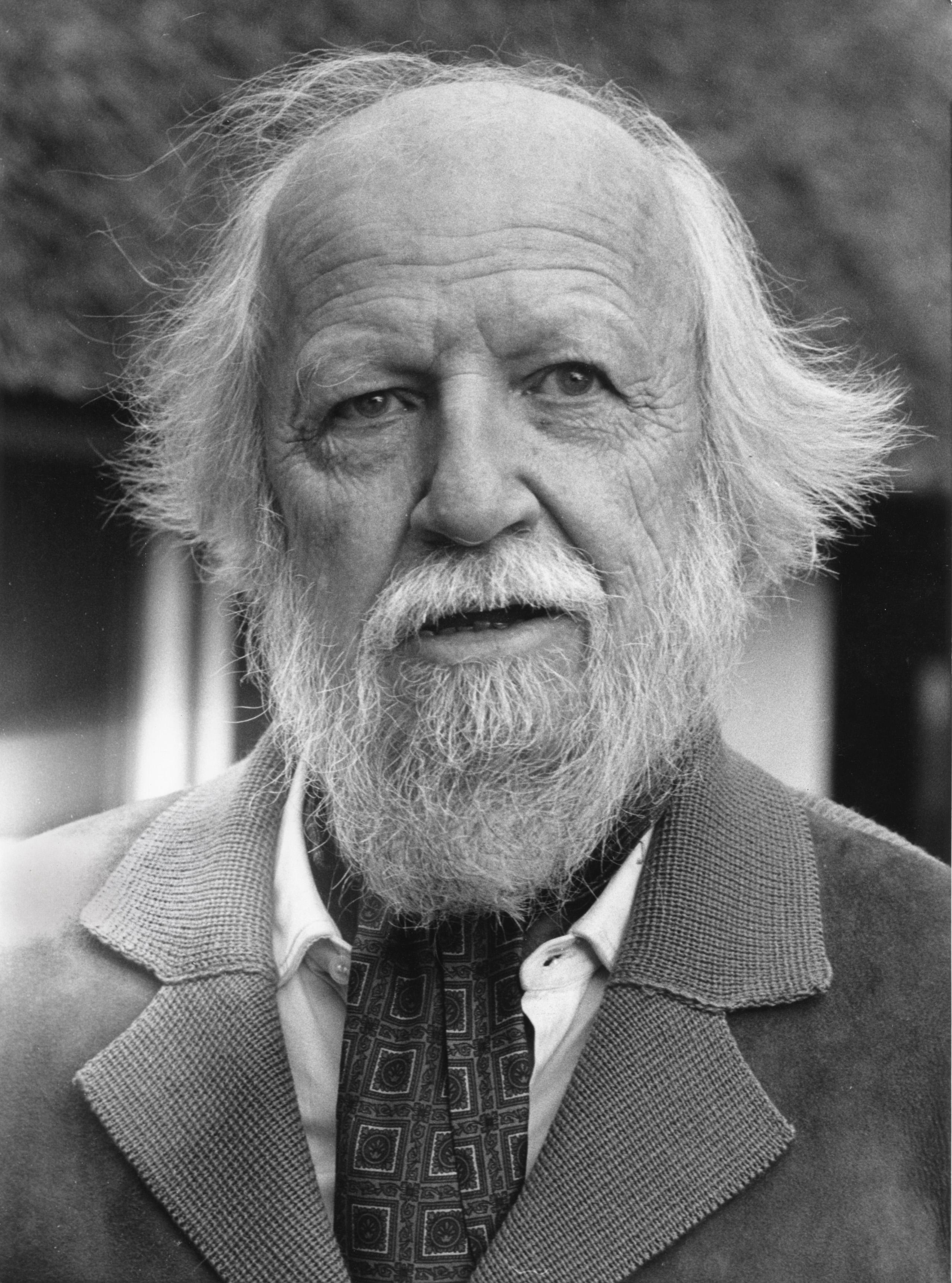
William Golding († 1993)

- 1993: William Golding, britischer Schriftsteller, Nobelpreisträger (Herr der Fliegen)
- 1994: Varise Connor, US-amerikanischer Cajun-Musiker (Fiddlespieler)
- 1994: Lauro Olmo, spanischer Schriftsteller
- 1995: Maria Wiłkomirska, polnische Pianistin, Kammermusikerin und Musikpädagogin
- 1998: Alci Sánchez, venezolanischer Sänger
- 1999: Leslie Holdridge, US-amerikanischer Botaniker und Klimatologe
- 1999: Manuel Sanroma, spanischer Radrennfahrer
- 2000: Christiane Herzog, deutsche Journalistin, Ehefrau von Roman Herzog

### 21. Jahrhundert
- 2003: Bojidar Dimov, bulgarisch-deutscher Komponist
- 2004: Else Quecke, deutsche Schauspielerin
- 2005: Paul Affolter, Schweizer Zollbeamter
- 2005: Adalbert Schmitt, deutscher Unternehmer und Gastronom
- 2006: Petar Hristoskov, bulgarischer Komponist, Geiger und Musikpädagoge
- 2007: Antonio Aguilar, mexikanischer Sänger und Schauspieler
- 2007: Klausjürgen Wussow, deutscher Schauspieler
- 2008: Antonio Bibalo, norwegischer Komponist und Pianist italienischer Abstammung
- 2008: Horst Brünner, deutscher General, Stellvertretender Minister für Nationale Verteidigung, Chef der Politischen Hauptverwaltung der NVA
- 2008: Tim Carter, britischer Fußballspieler
- 2008: Hans Hösl, deutscher Politiker, Oberbürgermeister von Passau

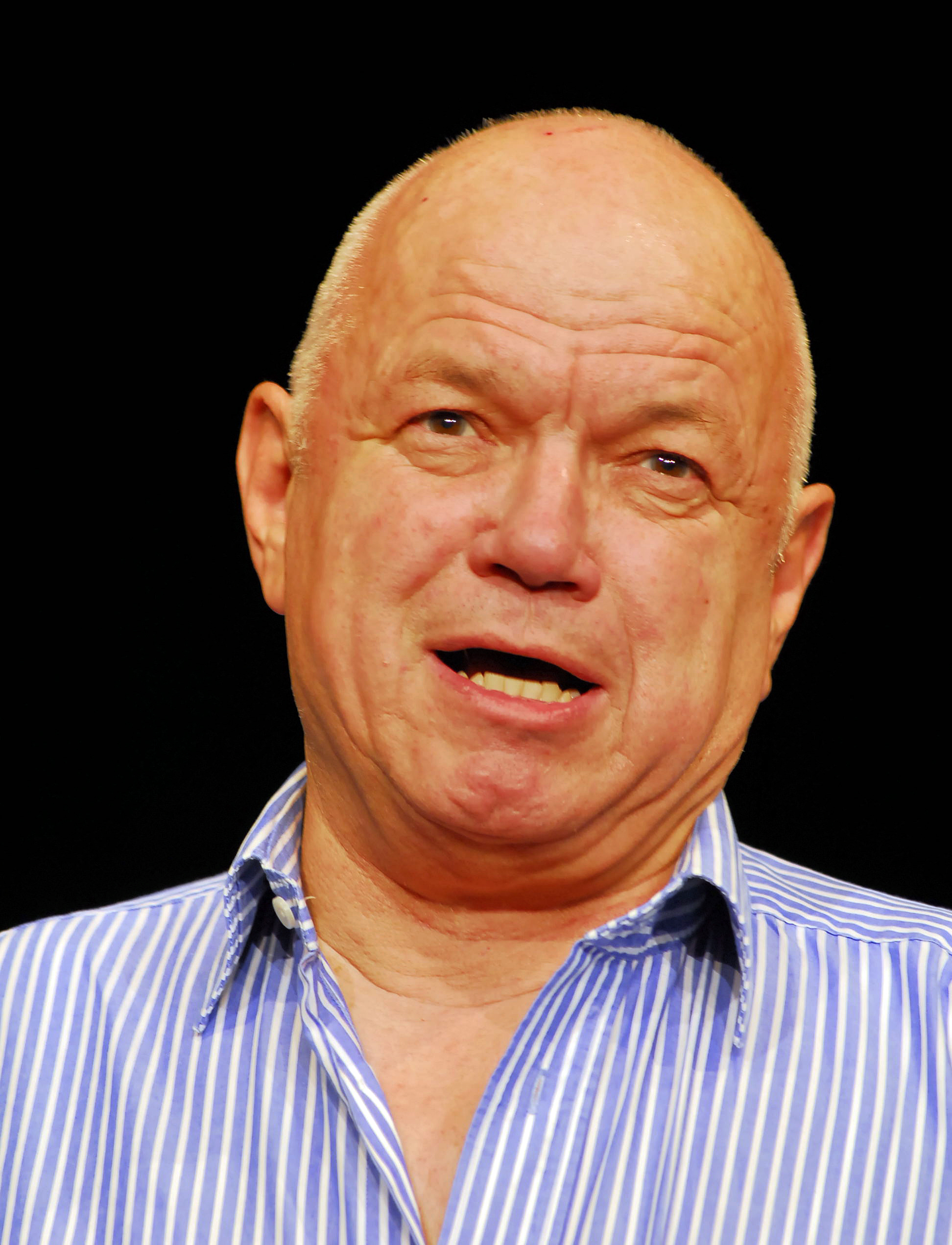
Jörg Hube († 2009)

- 2009: Jörg Hube, deutscher Schauspieler, Regisseur und Kabarettist
- 2009: Ali Akbar Khan, indischer Musiker und Komponist
- 2010: Carlos Monsiváis, mexikanischer Journalist und Kolumnist, Essayist, Kritiker und Historiker
- 2010: Stephan Rudas, österreichischer Facharzt für Psychiatrie und Neurologie
- 2012: Gerhard Haatz, deutscher Endurosportler
- 2012: Walter Haefner, Schweizer Unternehmer
- 2012: Silvia Reize, Schweizer Schauspielerin
- 2013: Eugen Böhringer, deutscher Automobilrennfahrer
- 2013: James Gandolfini, US-amerikanischer Schauspieler
- 2013: Gyula Horn, ungarischer Politiker, Ministerpräsident
- 2014: Oskar-Hubert Dennhardt, deutscher General und Politiker
- 2014ː Charlotte Kossuth, deutsche Übersetzerin und Lektorin
- 2014: Daniel Nazareth, indischer Dirigent und Komponist
- 2015: Bernhard Jagoda, deutscher Bundesbeamter und Politiker
- 2015: Richard Meier, deutscher Jurist und Verfassungsschützer

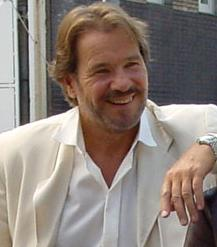
Götz George († 2016)

- 2016: Götz George, deutscher Schauspieler
- 2016: Anton Yelchin, US-amerikanischer Filmschauspieler
- 2017: Ivan Dias, indischer Kurienkardinal
- 2017: Otto Warmbier, US-amerikanischer Student
- 2018: Stanley Cavell, US-amerikanischer Philosoph
- 2018: Katriina Elovirta, finnische Fußballschiedsrichterin, Fußballspielerin und Sportfunktionärin
- 2018: Sergio Gonella, italienischer Fußballschiedsrichter
- 2018: Jane Cronin Scanlon, US-amerikanische Mathematikerin
- 2018: Elisabeth zu Dänemark, dänische Prinzessin
- 2019: Lúcio Bellentani, brasilianischer Gewerkschafter
- 2019: Norman Stone, britischer Historiker
- 2020: Ian Holm, britischer Schauspieler
- 2020: Carlos Ruiz Zafón, spanischer Schriftsteller
- 2020: Dieter E. Zimmer, deutscher Journalist, Autor und Übersetzer
- 2022: Charlotte Furth, US-amerikanische Historikerin
- 2023: Lilo Fromm, deutsche Grafikerin, Künstlerin, Illustratorin
- 2023: Inge Mahn, deutsche Bildhauerin

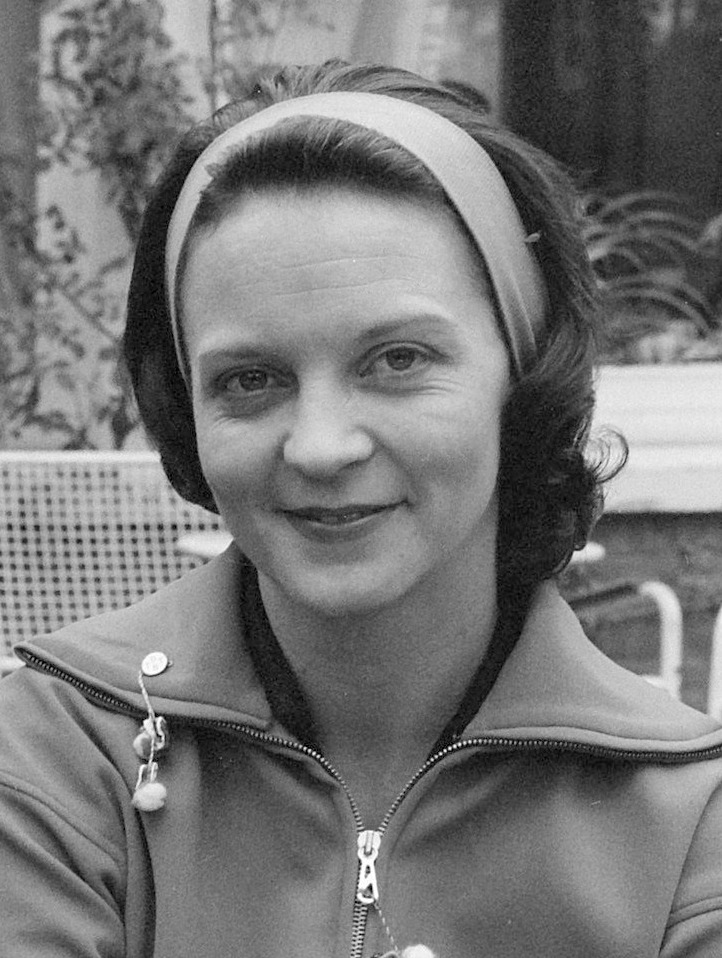
Diane Schöler († 2023)

- 2023: Diane Schöler, britisch-deutsche Tischtennisspielerin
- 2023: Gabriele Schnaut, deutsche Sopranistin
- 2025ː Nelly Akopian, russische Pianistin
- 2025ː Barbara Beuys, deutsche Schriftstellerin, Redakteurin, Historikerin und Journalistin

## Feier- und Gedenktage
- Feiertage
  - Juneteenth
  - Bauerntag in der Ukraine

- Kirchliche Gedenktage
  - Ludwig Richter, deutscher Maler (evangelisch)
  - Hll. Gervasius und Protasius, Märtyrer und Schutzpatrone (katholisch)
  - Hl. Romuald, italienischer Adeliger und Ordensgründer (katholisch)

- Namenstage
  - Gervais

An diesem Tag soll auch die Herforder Vision, die älteste bekannte Marienerscheinung nördlich der Alpen, stattgefunden haben.
Weitere Einträge enthält die Liste von Gedenk- und Aktionstagen.